# Storia di Cilavegna

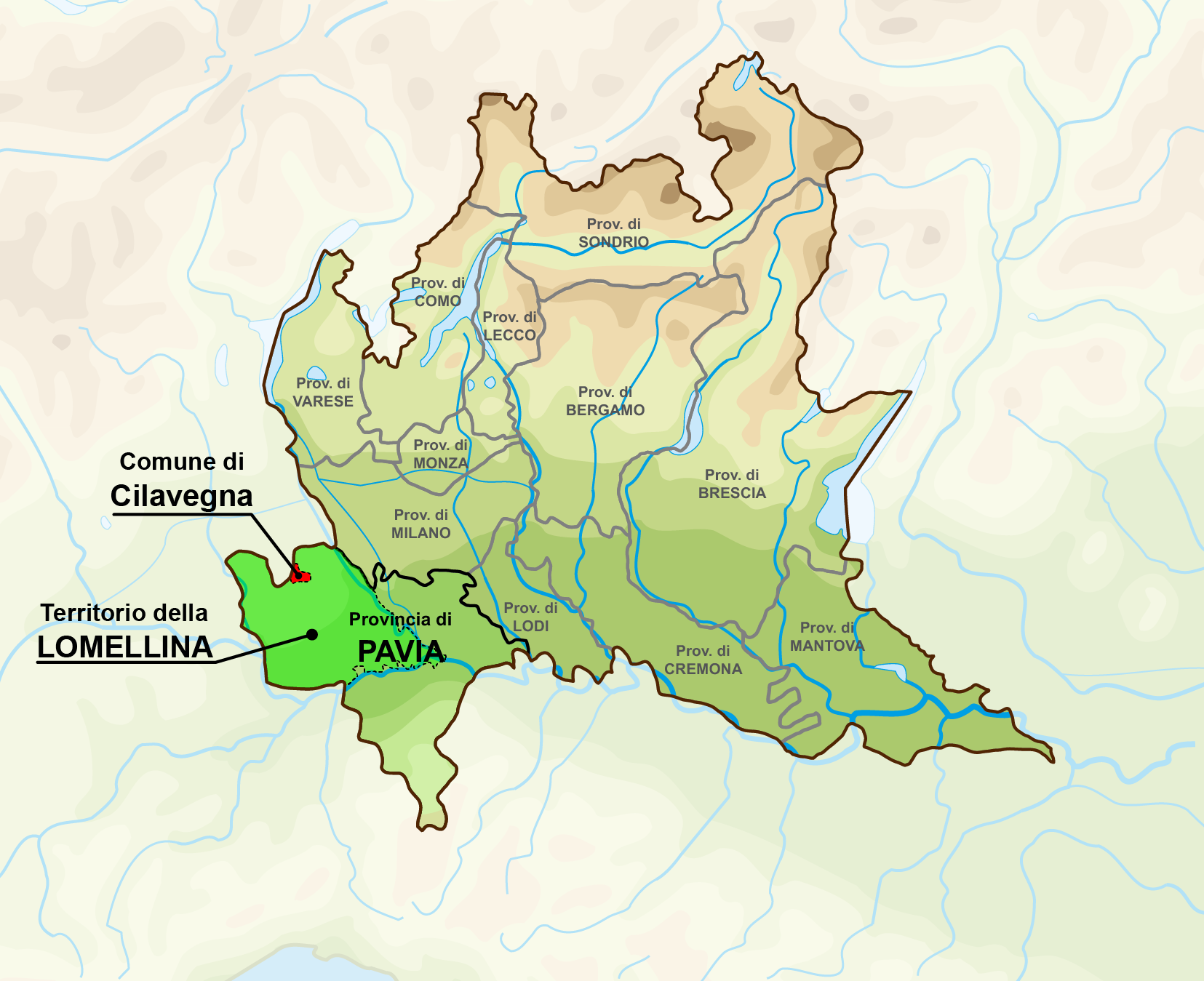
Collocazione di Cilavegna e della Lomellina all'interno della moderna Lombardia.

La storia di Cilavegna, comune italiano situato in Lomellina, ha inizio a partire dall'età del ferro, quando quei territori furono abitati dal popolo dei Levi. Nei secoli successivi, inoltre, furono molte le popolazioni che occuparono la Lomellina e, per lo specifico territorio di Cilavegna, quella romana fu l'esperienza più significativa: si attesta, infatti, che lungo una strada romana nacque il nucleo denominato cella ad vineas, un accampamento per rifocillare le truppe in marcia. Un altro periodo degno di nota fu quello che va dalla fine dell'Alto Medioevo all'inizio del Basso Medioevo, durante il quale venne citato per la prima volta il centro abitato di Cilavinnis. Successivamente, in epoca feudale, si alternarono diverse famiglie nel possesso della località: tra tutte vengono ricordati i conti palatini di Lomello, ma soprattutto gli Atellani e i Taverna, che ebbero un ruolo importante nella cittadina in età moderna. Fra il XVI e il XIX secolo Cilavegna fu conquistata e occupata, per periodi più o meno lunghi, da francesi, spagnoli e austriaci, fino a quando non venne annessa al Regno d'Italia.

## Età antica
Il toponimo Cilavegna deriva quasi certamente da una forma composta di due termini latini: la prima parte è la parola cella, la quale richiama al significato di "deposito dell'annona militare", ovvero un tipico insediamento romano lungo le vie dell'Impero; il secondo termine, vegna, indica l'antica coltivazione prevalente in questo luogo: le vigne.
In Lomellina, regione in cui si trova Cilavegna, si registrano ritrovamenti che testimoniano la presenza umana fin dal Mesolitico, quando era tipica la lavorazione della selce (diversi reperti provengono da scavi presso Vigevano, Gambolò e Gravellona). Altri ritrovamenti risalenti al Neolitico aiutano a comprendere come quelle popolazioni fossero legate, già nel 5000 a.C., alla lavorazione della terra e all'allevamento.

Popolazioni di celti, liguri e veneti della Gallia cisalpina

Successivamente, con la progressiva sedentarizzazione si sviluppò la produzione di contenitori in ceramica (risalenti all'Eneolitico), ma soprattutto la lavorazione dei metalli. L'età del bronzo inaugurò questa fase e fu caratterizzata dal considerevole aumento della presenza umana in Lomellina, testimoniata dai diversi reperti riguardanti anche nuove pratiche funerarie (nel 1986 vennero ritrovate a Cilavegna delle tombe risalenti al 1300 a.C.).
Con l'inizio dell'età del ferro si diffuse in Lomellina la cultura di Golasecca, che contribuì allo sviluppo dell'antica popolazione dei Liguri, in particolare del ramo dei Levi. Questi realizzarono veri e propri villaggi grazie alle facilitazioni offerte dalla vicinanza del fiume Ticino e il crescente sviluppo permise loro di diventare interlocutori commerciali con l'altra popolazione ligure dei Libui e con gli Etruschi; quest'ultimi, però, non si limitarono a una semplice coalizione con i Levi e nell'VIII secolo a.C. invasero il territorio del Nord Italia (quindi anche la Lomellina), formando l'Etruria padana.
Tito Livio ricorda i Levi con le parole seguenti:
(Tito Livio, Ab Urbe condita libri, V, 35)

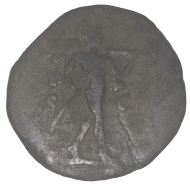
Moneta romana ritrovata in Lomellina

Le invasioni galliche del IV secolo a.C. provocarono la fine della permanenza etrusca in Lomellina, dando il via alla cultura di La Tène. A partire da questo periodo si sviluppò nel territorio la coltura della vite e ciò portò, all'inizio del II sec. a.C., all'elaborazione di un particolare recipiente: il vaso a trottola. Ci fu così una fase d'importante crescita produttiva, soprattutto nelle zone in cui erano sorti dei centri abitati: tali aree, dette hlau hmell, consistevano in piccole alture a ridosso di corsi d'acqua, dove l'agricoltura poté svilupparsi florida con le colture di orzo, grano, panico e miglio. Il periodo più fiorente si ebbe però con i Romani.
Le prime indicazioni della presenza di un accampamento nella zona del cilavegnese risalgono al dominio romano sulla Gallia Cisalpina (I sec. a.C. - V sec. d.C.). Durante questo periodo infatti nacque all'interno della Regio XI Transpadana il nucleo denominato Cella ad vineas: esso consisteva in un castrum simile a quelli realizzati lungo le strade romane e aveva funzione di accampamento per rifocillare gli eserciti in marcia; in particolare, la via che attraversava Cilavegna univa Vercelli con Vigevano e incrociava anche la strada Galliana, che partiva da Mortara e proseguiva in direzione di Galliate. L'esistenza del tratto stradale già in età romana viene confermata da una fonte indiretta: nel X secolo, in una concessione fatta da re Berengario I al vescovo di Pavia, egli inserì tra i territori in possesso al borgo anche un tratto dell'antica strada. Sempre in tale documento venne citata una chiesa antica, risalente all'epoca romana (V secolo d.C.), la quale costituì il primo insediamento religioso cristiano del villaggio; in seguito l'edificio sarà sostituito dalla chiesa parrocchiale e quindi risulta difficile darne una descrizione strutturale, oltre che l'iniziale intitolazione.

## Medioevo

### Alto Medioevo

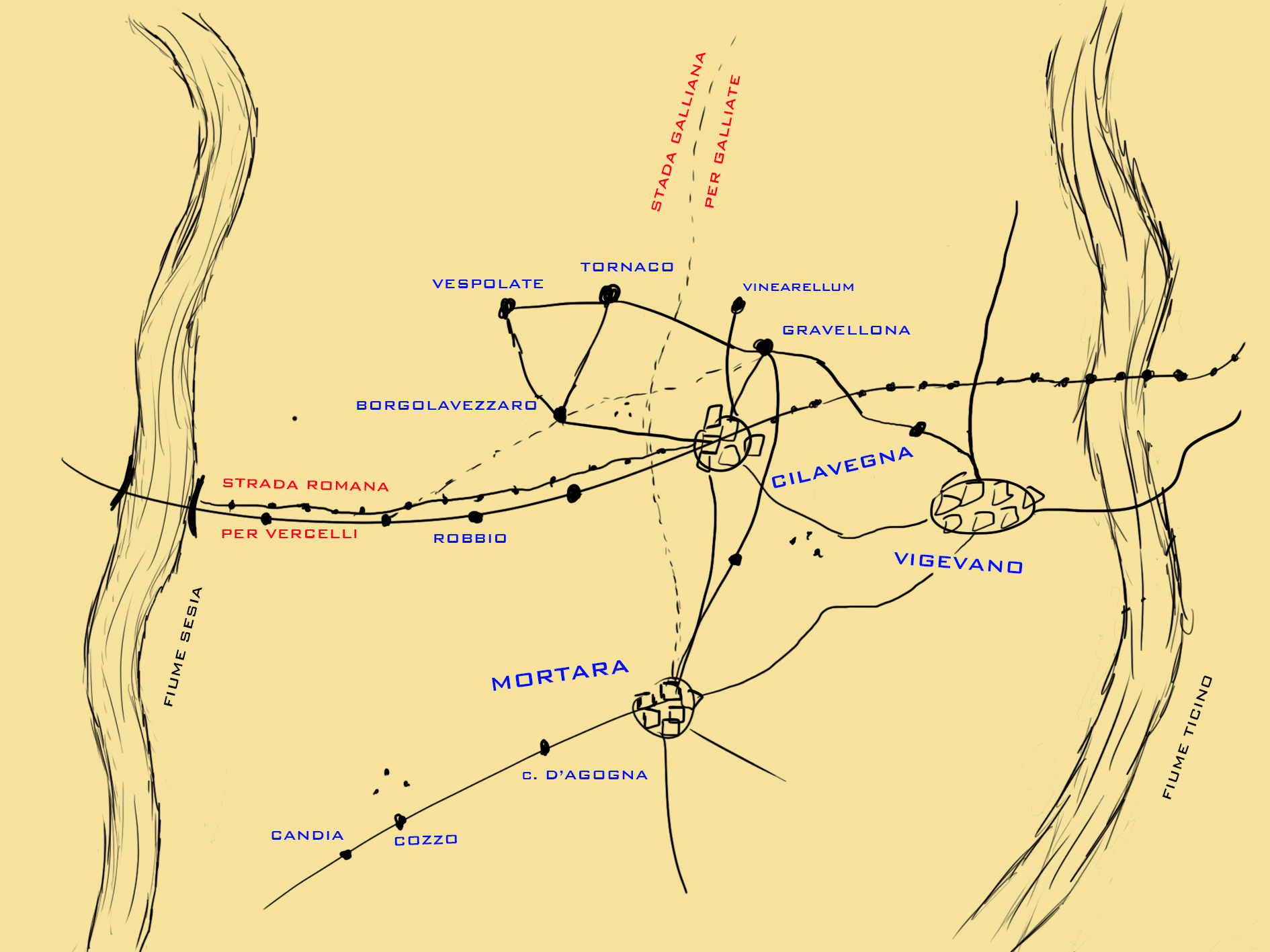
Riproduzione della mappa presente sulla concessione di Berengario I

Durante il VI secolo il Nord Italia venne conquistato dai Longobardi, i quali denominarono quei territori Langobardia Maior con capitale Pavia. In questa fase Cilavegna divenne sede di un gastaldo: quest'ultimo aveva una funzione di controllo dei duchi, oltre che di esercizio della sovranità giurisdizionale e amministrativa sul suo territorio; l'ufficio era temporaneo e la sua importanza venne meno con il crescere della potenza ducale. Di questo periodo, oltre a pochi reperti, sono rimasti i nomi di alcune strade particolarmente importanti: via Scaldasole ad esempio unisce Cilavegna all'omonimo paese, nel quale era stata posta la sede dello sculdascio (dal termine longobardo Schuldhess), ovvero uno dei giudici minori di una corte (equivalente al gastaldo); un altro toponimo risalente all'epoca longobarda è quello della zona di Breia, nei pressi della chiesa del Carmine: questo nome deriva, infatti, da Brajda, che significa "fondo nelle vicinanze del paese".
Tra il 773 e il 774 la discesa in Italia di Carlo Magno si tradusse in un periodo di forte instabilità per tutto il Nord Italia. Proprio la Lomellina fu teatro della fine del regno dei Longobardi, in quanto il 12 ottobre del 773 Carlo Magno sconfisse il re longobardo Desiderio a Silvabella (Mortara). Con la vittoria finale dei Franchi, nel 774 la Longobardia Maior venne annessa al Regno d'oltralpe e questo comportò un cambiamento nell'assetto politico anche della Lomellina: venne riorganizzato il regno sul modello franco (conti al posto dei duchi) e Cilavegna, in particolare, venne annessa nel 847 al "comitato Lomellino", parte della Marca d'Ivrea.

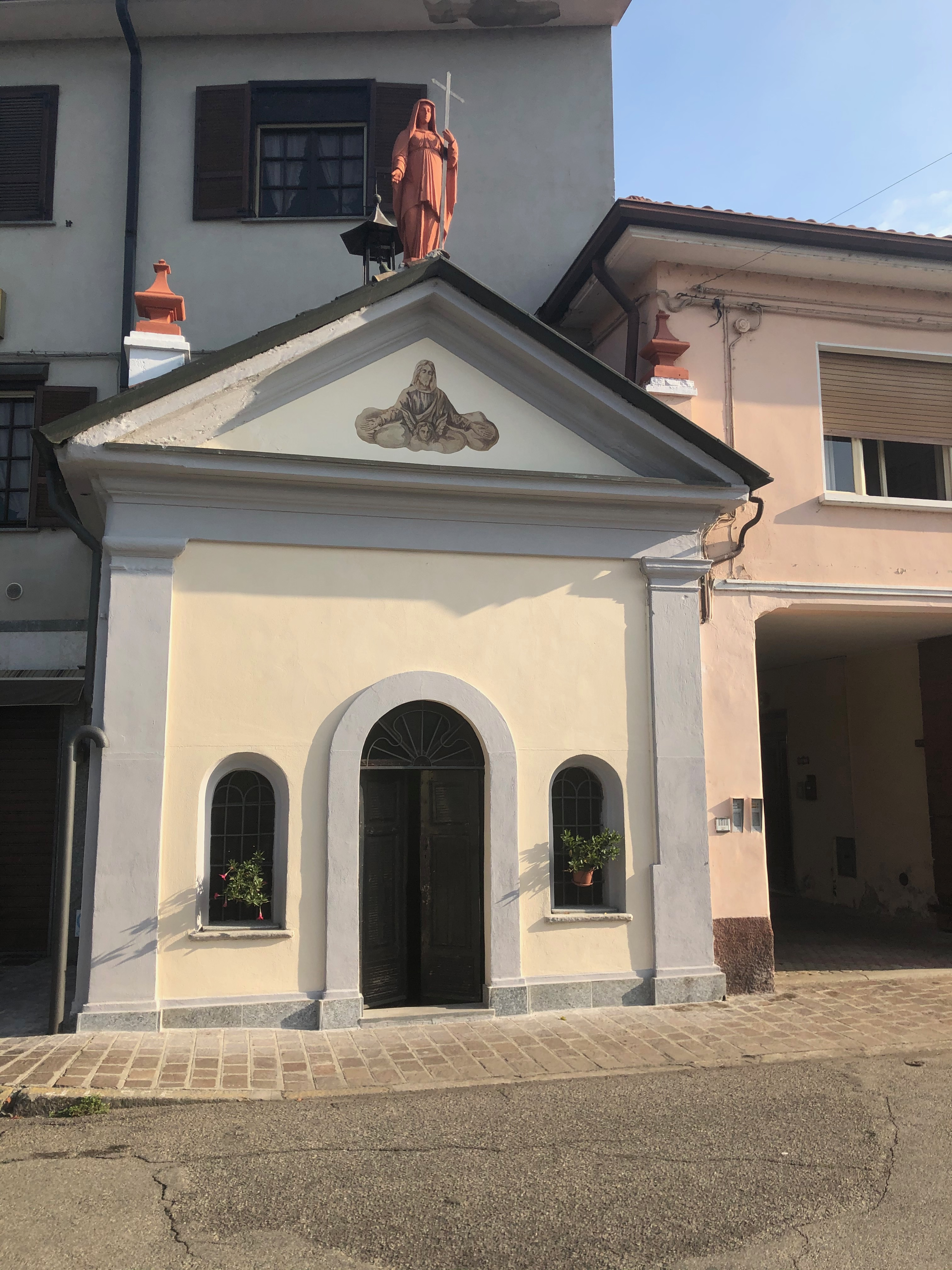
Cappella di Sant'Antonio

Successivamente, dopo la deposizione di Carlo il Grosso nel novembre dell'887, i territori del Regno d'Italia caddero nella cosiddetta "anarchia feudale" in cui il primo re fu Berengario I; egli ebbe un ruolo importantissimo nella nascita del primo nucleo del paese poiché, come si legge in un documento risalente al X secolo, concesse al vescovo di Pavia di costruire una rocca a Cilavinnis. In quel periodo infatti si avvertiva imminente la minaccia degli Ungari, ma i confini dei territori del Regno d'Italia non erano sufficientemente difesi: si decise allora di fortificare diverse zone del Nord Italia. Come riporta Roberto Rampi nel suo saggio del 1965 Cilavegna: dalle origini ai giorni nostri:
Oltre al castello furono edificate nei rispettivi ingressi cittadini tre porte vigilate da guardie armate; successivamente esse presero il nome dalla zona occupata oppure dalle chiese limitrofe e per questo si ricordano con la denominazione "porta di San Martino" (a nord del paese, vicino alla chiesa di San Martino), "porta per Albonese" (a sud-ovest) e "porta di Sant'Antonio" (a sud-est, presso la chiesetta di Sant'Antonio). A differenza del castello, però, tali edifici non erano in muratura, ma si limitavano a portoni di legno.
In una tale situazione di isolazionismo, in cui ogni borgo si attrezzava con cinte murarie per difendersi dai possibili invasori, l'economia della Lomellina subì un'importante decrescita; i contadini e gli allevatori si occupavano del sostentamento delle comunità, mentre i nobili in armi si preoccupavano della difesa dei confini cittadini. Inoltre, per alimentare l'industria dell'incastellamento divennero sempre più importanti fabbri e falegnami, mentre il commercio venne trascurato. Dal punto di vista religioso, Cilavegna si arricchì nel periodo romanico della chiesetta di Sant'Antonio; essa sarebbe dovuta diventare un importante edificio di culto, ma nel tempo il progetto non fu mai terminato e il poco che era stato realizzato venne demolito e rimodellato a semplice cappelletta sul finire del XVIII secolo.

### Basso Medioevo

Scudo dei conti palatini di Lomello

Con la riconquista (952) dell'antica Ticinum da parte di Ottone I, il Regno d'Italia tornò a far parte stabilmente del Sacro Romano Impero e ciò portò all'aumento dell'influenza di Pavia in Lomellina: l'8 agosto 1164 Federico I Barbarossa pose il comitato di Lomello sotto la giurisdizione di Pavia, decretando la nascita di diverse signorie (tra cui anche Celavega) ad essa sottoposte. Tale concessione verrà poi rinnovata da Enrico VI (7 dicembre 1181) e Federico II (29 agosto 1219, 29 novembre 1220, maggio 1232). In questo periodo, inoltre, venne avviata la ricostruzione della chiesa parrocchiale, la quale conservava ancora il primo nucleo risalente al V secolo. Il nuovo progetto consistette in una chiesa in stile romanico a tre navate, mentre i materiali adottati furono granito e mattoni per le parti verticali e il legno per il soffitto. Curioso il fatto che non presentava il tabernacolo, aggiunto solo nel XVI secolo.

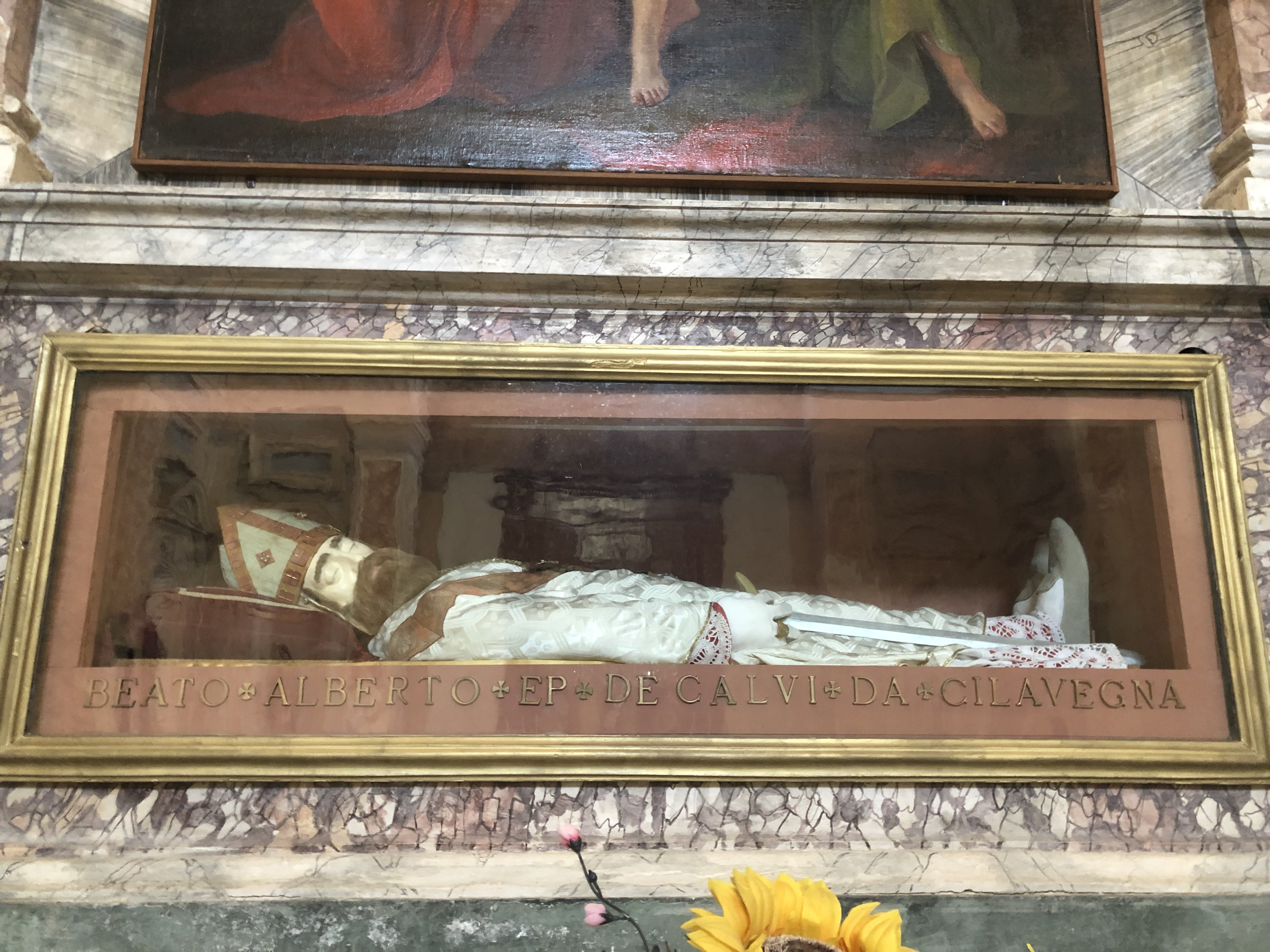
Altare di beato Alberto Calvi, presso la chiesa di Santa Maria

Tra le nascite illustri del XII secolo si registra quella del beato Alberto Calvi; egli venne alla luce nel 1175 circa e, dopo aver intrapreso un percorso religioso, divenne prima canonico del duomo di Novara e dal 1221 vescovo di Savona (seppur consacrato solo dal 1224 a Milano). Nel 1227 tornò a Novara a causa di una diatriba tra Savona e Genova, per poi morire intorno all'8 ottobre 1230. Nel 2012 le sue reliquie sono state traslate all'interno della chiesa di Santa Maria, dove gli è stato dedicato un altare che le custodisce.
Cellavegna, già facente parte dal 847 del territorio dei conti di Lomello, poi conti palatini (comitato Lomellino), non subì alcuna variazione dal punto di vista amministrativo fino alla seconda metà del XIII secolo, quando alcuni nobili cittadini della Lomellina si scontrarono coi feudatari: Cilavegna venne in potere dei Beccaria e il primo esponente di questa famiglia fu Manfredino, investito del titolo di Signore l'8 novembre 1290.

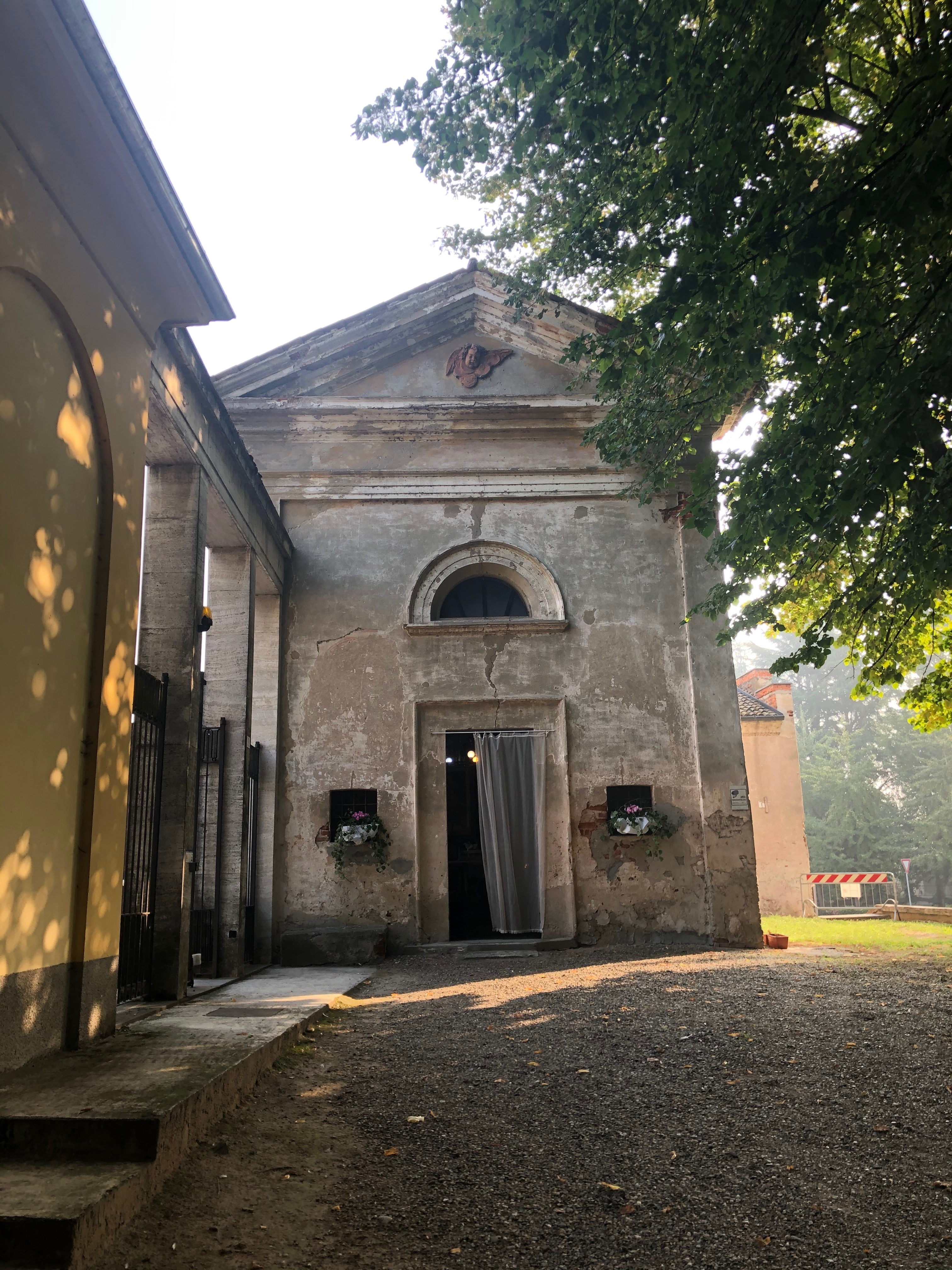
Chiesa di San Martino

Successivamente, con la conquista di Pavia da parte dei Visconti (1359), il feudo entrò a far parte del ducato di Milano, all'interno della contea pavese. Il cambio di assetto politico non favorì i Beccaria, che in poco tempo persero i loro possedimenti: Cilavegna vide nel 1412 l'ultimo di tale famiglia, Castellino, poiché egli subì la confisca del territorio in favore di Maruzio Tommaso, infeudato il 4 dicembre 1422 dal duca Filippo Maria Visconti.
Dopo i primi decenni del Quattrocento, con il ristabilirsi della pace, nel paese si verificò un progressivo sviluppo della produzione agricola e il fiorire di diverse attività artigiane; tale progresso venne affiancato all'edificazione di alcuni luoghi sacri, come la chiesa di San Martino e quella di Santa Maria. La prima consiste in un edificio a unica navata, che si riconosce nello stile romanico; la seconda, invece, era una semplice cappelletta, che diventerà importante solo quando verrà affidata a un ordine domenicano.

Ducato di Milano nel XIV secolo

Parallelamente nel borgo si susseguirono diversi signori: dopo neanche vent'anni, il feudo venne ceduto a Francesco di Castelbarco (21 luglio 1441), principe di Marignano e discendente dei conti Lodrone, ma quest'ultimo non lo conservò a lungo poiché il 5 marzo 1466 Cilavegna passò ad Alberico Maletta. Anche in questo caso, come fu per Maruzio Tommaso, non si trattava di un nobile per nascita, ma di un uomo arricchito dall'acquisto di diversi feudi e che grazie alle ricchezza accumulate diventò conte palatino.

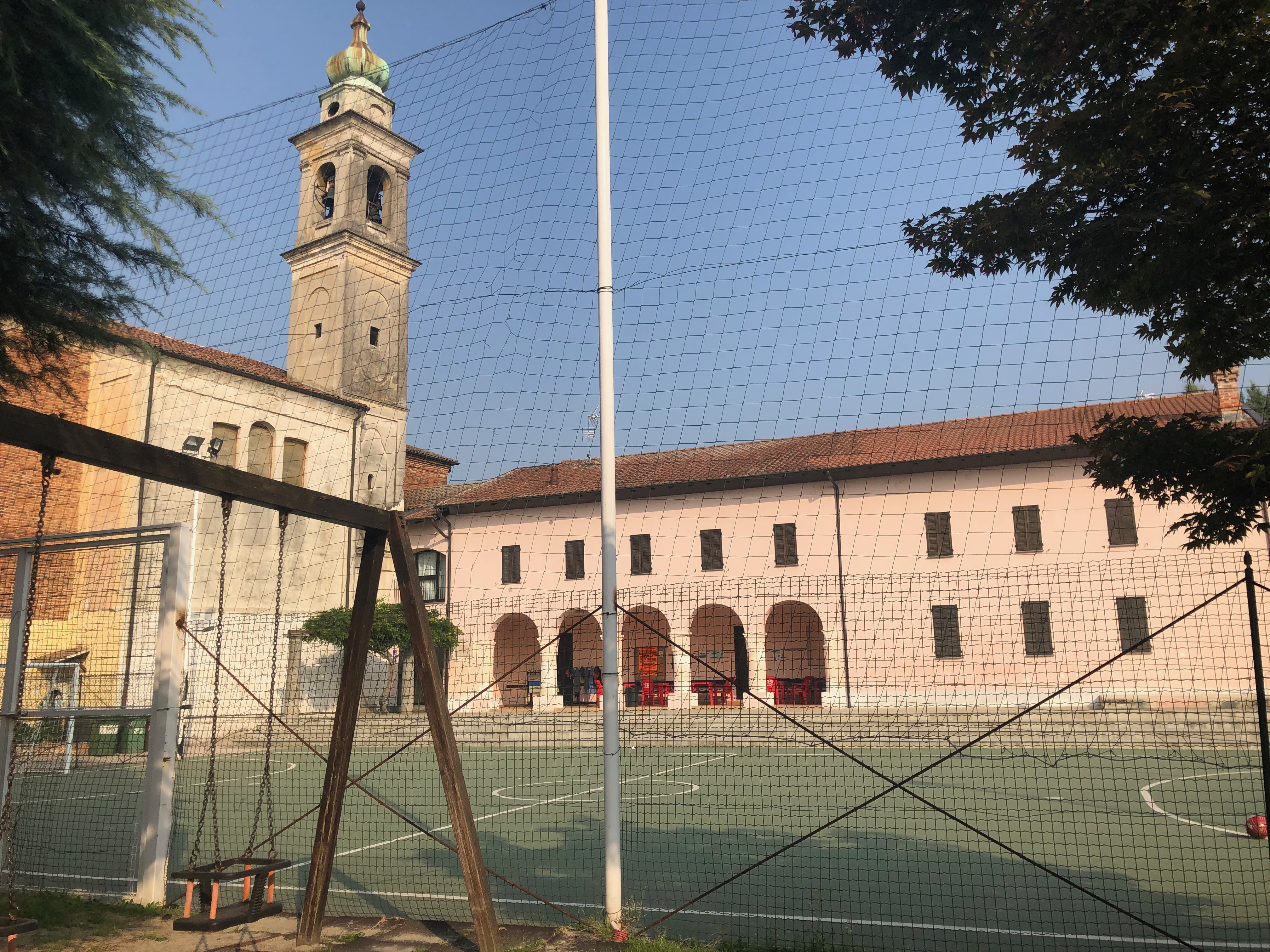
Oratorio "Divina Provvidenza", anticamente sede del convento domenicano

L'ultimo feudatario dell'epoca medievale fu Vercellino Visconti, il quale acquistò quelle terre il 2 luglio 1483. Il suo potere però non durò a lungo in quanto, dopo che Ludovico il Moro si impossessò del ducato di Milano nel 1494, quest'ultimo volle favorire i suoi fidi a discapito dei diritti acquisiti da altri e per questo consegnò Cilavegna al suo cameriere, Giacometto della Tela, il 6 febbraio 1496.
In questo ultimo periodo il paese acquisì sempre maggiore importanza nell'ambito religioso e per questo nel 1492 venne istituita un'ulteriore parrocchia: una comunità domenicana, infatti, edificò nella zona del "prato dell'Olmo" il proprio convento. I domenicani rispondevano all'ordine vigevanese dei frati predicatori di san Pietro Martire, ma per molto tempo godettero di una certa autonomia poiché solo nel 1568, per volere di papa Pio V, la loro comunità venne incorporata al convento di Vigevano, diventandone così a tutti gli effetti un vicariato.
La fine dell'epoca medioevale fu caratterizzata da una difficile situazione economica, segnata dalle pesanti tassazioni imposte dalla dominazione sforzesca (soprattutto con Ludovico il Moro), che portò all'emigrazione di contadini e artigiani in difficoltà, spesso costretti a vendere le proprie proprietà. Anche l'agricoltura fu segnata da tali eventi, poiché si registrò una lenta disgregazione dei beni dei piccoli contadini in favore dei grandi proprietari terrieri; questi, però, furono portavoce dell'innovazioni agricola di quel periodo in quanto, già alla fine del '400, vennero avviate le prime coltivazioni di riso (nel 1480 ci fu il primo tentativo di risaia a Villanova di Cassolo).

## Età moderna

### Signoria degli Atellani
|                     |                     |                                     |                                     |                  |
|                     |                     | Giacometto della Tela               |                                     |                  |
|                     |                     |                                     |                                     |                  |
|                     |                     |                                     |                                     |                  |
|                     | Annibale della Tela | Annibale della Tela                 | Carlo della Tela                    | Carlo della Tela |
|                     |                     |                                     |                                     |                  |
|                     |                     |                                     |                                     |                  |
| Annibale della Tela | Annibale della Tela | Carlo della Tela sp. Barbara Stampa | Carlo della Tela sp. Barbara Stampa |                  |
|                     |                     |                                     |                                     |                  |
|                     |                     |                                     |                                     |                  |
|                     |                     | Ottavio della Tela                  |                                     |                  |
|                     |                     |                                     |                                     |                  |
|                     |                     |                                     |                                     |                  |
|                     |                     | Barbara della Tela m. Carlo Taverna |                                     |                  |

Albero genealogico degli Atellani
Con Giacometto della Tela si inaugurò la signoria atellana. Famiglia originaria di Voghera e non nobile, i cui membri ebbero solo il titolo di cavaliere. La loro egemonia si interruppe quando, a causa della guerra di successione per il ducato di Milano, questi passò a Luigi XII di Francia, che reintegrò Vercellino Visconti il 12 novembre 1500.
Nel 1498, infatti, il re di Francia fece valere le proprie pretese sul ducato lombardo poiché un suo antenato, Luigi d'Orleans, aveva sposato nel 1389 Valentina Visconti e nel contratto matrimoniale si stabiliva che il titolo di duca di Milano sarebbe andato ai discendenti di Valentina. Ecco quindi spiegata la ragione dello scontro, che si consumò anche nel territorio limitrofo di Cilavegna: nel 1500 Luigi XII assediò la città di Mortara, nella quale si era rifugiato Ludovico il Moro, il quale, abbandonato dalle truppe, venne in seguito fatto prigioniero.
Il controllo francese permase, con una piccola interruzione tra il 1512 e il 1515, fino al 1525, quando Francesco II Sforza ottenne il dominio di quelle terre. Questo evento cambiò l'assetto politico della Lomellina poiché il 2 febbraio 1532, con la nascita del comitato di Vigevano, diversi paesi vennero annessi a quest'ultimo, spesso a discapito della contea di Pavia: uno di questi fu Cilavegna, che vide anche il ritorno degli Atellani il 9 dicembre 1534.
La nuova signoria, tale per la concessione di Francesco II Sforza a Carlo della Tela, visse un primo periodo fiorente, caratterizzato da ingenti spese in favore della popolazione e delle modifiche nell'urbanistica cittadina; nei primi anni del XVI secolo venne avviata la ricostruzione della chiesa di San Rocco, dove aveva sede la confraternita dell'omonimo santo. La congregazione ne conservò la proprietà fino al 1687, quando la cedette al comune (divenendo in un primo momento un cimitero). Altre modifiche urbanistiche vennero effettuate al castello, che fu adattato a dimora dove intrattenere ospiti e organizzare feste; conseguenza di tale opera fu un avanzo di mattoni tale da permettere la riparazione di alcuni edifici nel borgo. Sul finire del '500, poi, venne costruita la chiesa di San Cristoforo, sede della confraternita della Mercede e della Santissima Trinità.

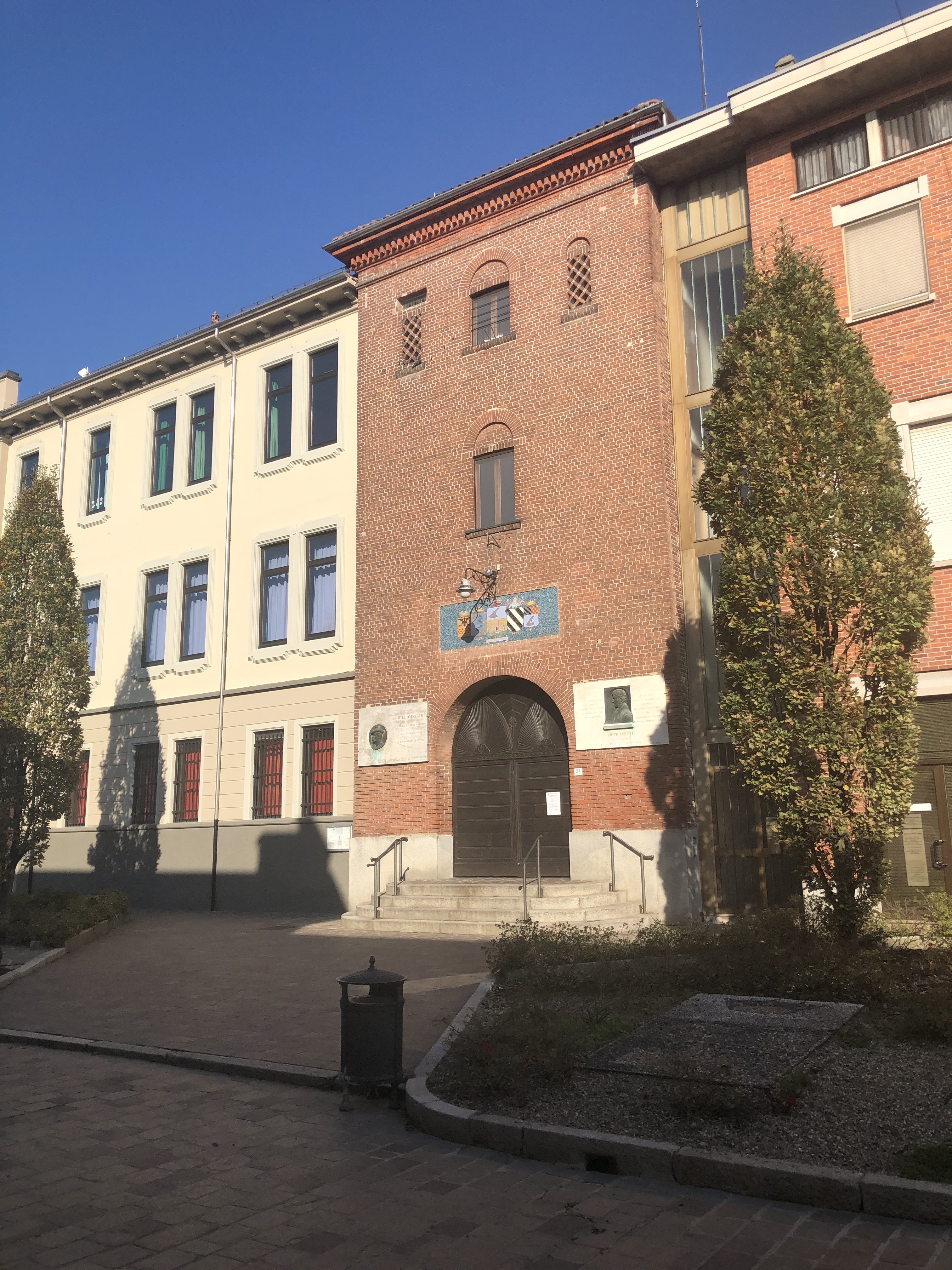
Torrione dell'antico castello e ingresso del cortile delle scuole elementari

Per quanto riguarda le riforme, nel 1577 venne sbrigata una questione molto spinosa all'interno della comunità: i poveri, infatti, lamentavano l'esclusione dal consiglio comunale e soprattutto la forte rivalità con i ricchi per l'accesso ai grandi boschi comunali; a risolvere tali lamentele, su concessione di Filippo II, re di Spagna e duca di Milano, vennero aperte le aree boschive a tutti, ma con la condizione che la legna venisse trasportata solo a mano o sulle proprie spalle, senza ricorrere a carretti. In questo modo venne ridotta la quantità di legna pro capite (regolata dai banali limiti fisici individuali) e i rapporti interni al paese ritornarono a essere pacifici. Anche l'economia godette di una certa ricrescita e in particolare furono fiorenti i settori che prima vennero trascurati per alimentare la politica di isolazionismo.
La fase felice della signoria atellana, tuttavia, non durò a lungo poiché i feudatari si indebitarono con la comunità e fu necessario imporre un calmiere sul prezzo del pane: questo scatenò il malcontento del borgo e i prestinai (panettieri) iniziarono a vendere la loro produzione sottobanco. Gli Atellani ricevettero così un mandato di comparsa, al quale però non risposero, e il processo si svolse in contumacia del feudatario; a seguito del procedimento Carlo della Tela venne dichiarato colpevole e dovette così abbandonare il feudo, lasciandolo a suo figlio Ottavio nel 1591.
Il nuovo feudatario, per ottenere i favori dei cilavegnesi, inserì tra i consiglieri coloro che erano debitori verso il comune, ma questa decisione causò l'aumento del malcontento e nel 1592 il re di Spagna in persona, Filippo II, ricostituì il consiglio comunale originario. La situazione sembrava essere tornata alla normalità, ma nel 1594 si scoprì che Ottavio della Tela stava pagando più del dovuto il podestà per coprire le truffe mosse verso la comunità: lo scontro con gli abitanti fu inevitabile. Da quel momento Ottavio poté vestire il ruolo di signore solo formalmente perché la comunità fu spesso restia nell'affidarsi a lui; l'unica opera fatta in questo periodo fu la riparazione della strada Vigevano-Cilavegna. Egli mantenne comunque il controllo dei territori fino alla sua morte, il 20 marzo 1615, e la sua scomparsa segnò la fine della signoria atellana, poiché l'unico erede rimasto era sua figlia Barbara, la quale non aveva però alcun diritto di successione in quanto donna.

### Signoria dei Taverna
Dopo la morte di Ottavio della Tela, il feudo venne gestito da diversi podestà della Regia Camera in attesa che qualcuno acquistasse quelle terre: tra i diversi concorrenti prevalse il conte Cesare Taverna, sposo di Barbara della Tela, che divenne proprietario e signore di Cilavegna il 2 ottobre 1636. Si instaurò così la Signoria dei Taverna, la quale dovette porre subito rimedio a una crisi interna già avviata: da molti anni, infatti, la cittadina era in lotta con il novello comune di Parona per il possesso dell'antico affresco di Sant'Anna. Tale opera, attribuita alla scuola di Gaudenzio Ferrari, era prima conservata in una piccola cappelletta votiva nelle campagne cilavegnesi, ma di fronte alle pretese dei paronesi ci fu uno scontro tra i due comuni. La soluzione fu la costruzione di una chiesetta per proteggere il ritratto; l'edificio fu la prima chiesetta di Sant'Anna, all'epoca chiamata Gesiolo della Calderlina.
Le altre problematiche sorte in quel periodo riguardarono l'assedio nel 1630 della città di Mortara, che venne attaccata dalle truppe francesi. Gli eserciti causarono molti danni agli edifici di Cilavegna, ma l'evento più grave fu l'incendio agli archivi, a causa del quale molti dei documenti del feudo andarono perduti. Oltre a questo una violenta ondata di peste colpì tutta la Lomellina, decimando la popolazione e compromettendo l'economia locale; le produzioni rallentarono considerevolmente e alla carestia di farina si cercò di rimediare con impasti misti di miglio e crusca.

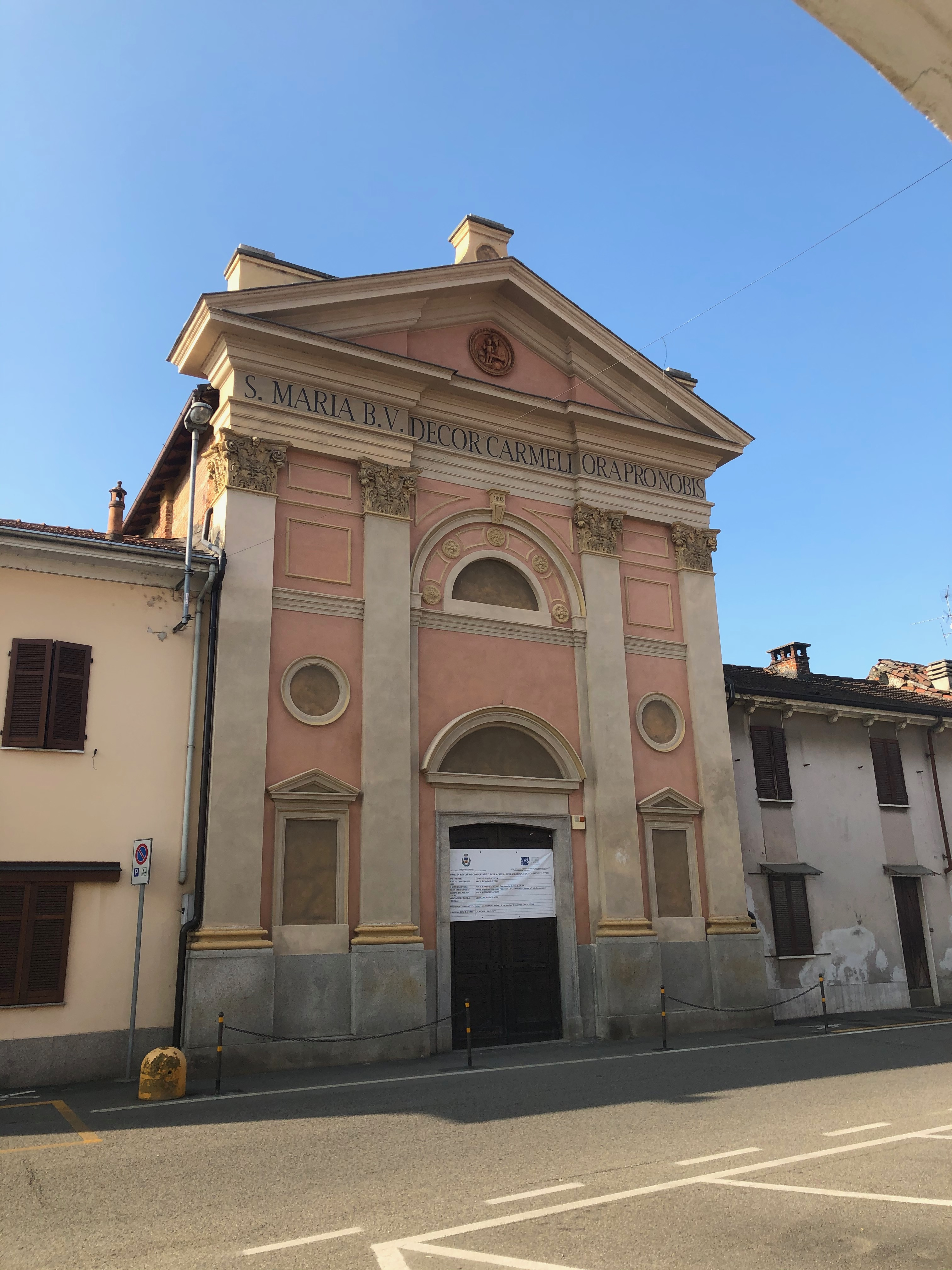
Chiesa del Carmine

L'atteggiamento di Cesare Taverna nei confronti di tali difficoltà non giovò al feudo, poiché egli si concentrò maggiormente sull'ampliare i propri possedimenti e le questioni aperte rimasero irrisolte. La crisi causata dalle diverse guerre del Monferrato portò all'indebitamento della maggior parte della comunità e la situazione non mostrava alcun segno di miglioramento. La morte di Cesare Taverna nel 1639 segnò definitivamente il momento meno florido perché il suo successore, il figlio Lodovico, era troppo giovane per gestire un feudo e per questo sostituito momentaneamente dalla contessa Barbara della Tela. In questo periodo venne avviata la costruzione della chiesa della Beata Vergine del Rosario (1640) e nel 1660 questa divenne la sede della confraternita del Santo Rosario. Insieme all'edificio religioso venne ampliato il convento (1680), in modo da adattarlo all'aumento dei frati e sacerdoti presenti. Già dagli inizi del XVII secolo, inoltre, a Cilavegna era presente la chiesa della Beata Vergine del Carmine, anch'essa sede di una confraternita, quella dei devoti della Madonna del Carmelo.
In seguito, anche a causa dei danni causati dai soldati del presidio di Mortara (1659), la situazione economica della famiglia Taverna peggiorò considerevolmente e ciò impedì a Lodovico di completare il pagamento della somma d'acquisto del feudo: i suoi possedimenti vennero quindi confiscati e il conte dovette abbandonare Cilavegna fino alla morte (1679). Gli successe il figlio Cesare, detto Iuniore, il quale, tutelato nella prima fase dalla nonna Barbara della Tela, si occupò di coprire i debiti dei suoi predecessori. A quel punto il feudo tornò nelle mani dei Taverna. Cesare Iuniore morì senza eredi nel 1687 e il feudo passò allo zio Lorenzo dopo che egli ebbe sposato sua nipote Claudia. A sottolineare la crisi interna che si stava consumando, vi è la nota del vicario generale di Pavia, il quale scrisse una lettera affinché il santuario di Sant'Anna venisse demolito; esso infatti, a causa dello stato d'abbandono della zona, era continuamente segnato da furti e profanazioni. L'ordine, però, non venne eseguito poiché l'istituzione del romito, un eremita a cura della zona, avrebbe comportato maggiore sicurezza per gli arredi sacri e per la struttura.
Con Lorenzo Taverna, però, il clima generale fu più agevole e questo permise la messa in atto di una progressiva sistemazione degli edifici del borgo: venne avviata la riparazione del castello, con restauro della torre (nel 1694 furono raffrescati gli stemmi del sovrano, oramai perduti) e dell'arco d'entrata (furono affrescati gli stemmi del feudatario); inoltre dal 1696 al 1713 furono sistemati i ponti levatoi che conducevano al castello. Anche dal punto di vista religioso ci furono delle novità poiché il 26 luglio 1719 venne celebrata la prima festa di Sant'Anna, un'occasione a cadenza annuale che celebrava la vita agricola del paese; essa si caratterizzava inizialmente di una messa cantata e con benedizione dei campi, mentre alla sera era prevista l'esplosione di mortaretti.

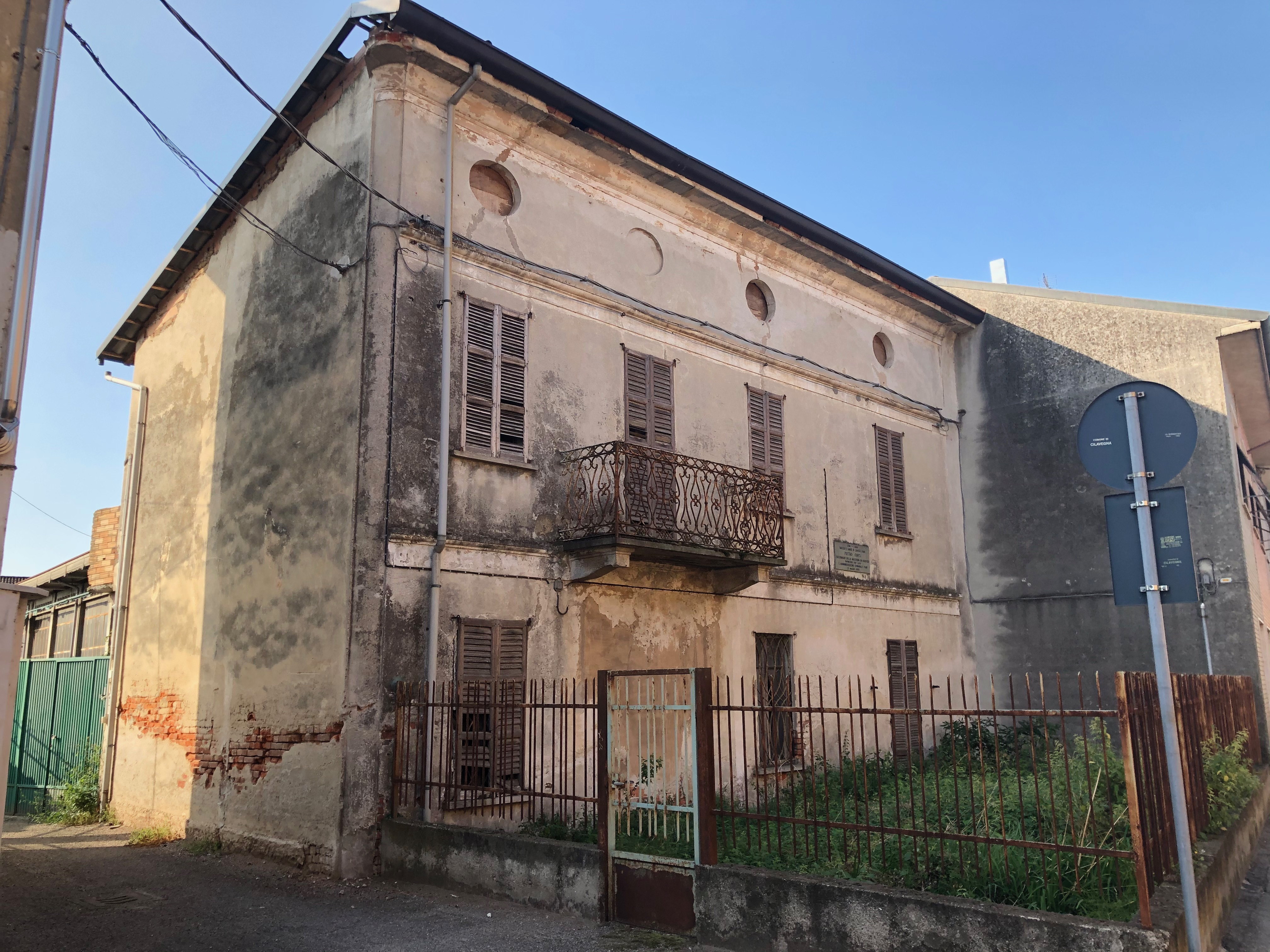
Casa in cui Pietro Conti visse dal 1796 al 1856

Alla morte di Lorenzo Taverna (1719), il feudo passò a Costanzo Taverna (1722), suo figlio. Egli fu signore durante l'ampliamento della chiesa parrocchiale, che dal 1729 vide una nuova struttura composta da una grande navata racchiusa da sei cappelle laterali e dal grande presbiterio quadrato coronato dell'abside semicircolare. Nel 1733, poi, venne suo figlio Lorenzo, che dovette affrontare il difficile periodo segnato dalla guerra per la successione d'Austria (1740-1748); essa ebbe conseguenze sullo stile di vita della popolazione, ma soprattutto sull'assetto politico del Vigevanasco, poiché con il trattato di Aquisgrana (1748) esso divenne territorio sabaudo sotto Carlo Emanuele III, insieme al Vogherese e all'Alto Novarese. Da questo momento nel feudo si verificò un processo di crescita economica, segnato dall'assegnazione del titolo di strade maestre alla Cilavegna-Gravellona-Cassolo, Cilavegna-Vigevano e alla Cilavegna-Vercelli; in tal modo vennero avviati alcuni progetti di miglioramento, favorendo così il commercio per tutta la Lomellina e il Vigevanasco. Nello stesso periodo fu proposto di unire il fiume Sesia con il Ticino da un sistema di canali navigabili, progetto che fu però attuato non prima del XIX secolo.
Nel 1794 morì Lorenzo Taverna e gli succedettero dapprima il primogenito Costanzo e poco dopo il figlio minore Giacomo. Quest'ultimo fu testimone delle imprese di Napoleone Bonaparte, che dal 1796 guidò la campagna d'Italia, alla quale seguì la firma del trattato di Campoformio (ottobre 1797). Con tale documento venne riconosciuta l'esistenza della repubblica Cisalpina (comprendente anche la Lombardia) e vennero annullati i diritti feudali in Italia: i Conti Taverna persero ogni privilegio con un editto emanato il 20 luglio 1798. Dopo la conquista da parte di Napoleone, alcune delle storiche confraternite vennero accorpate e per questo nacque la Confraternita del SS. Sacramento, ovvero l'unione della confraternita presso la chiesa del Carmine con quelle dei Santi Rocco e Cristoforo.
Successivamente, con il congresso di Vienna (1814-1815) l'Austria ottenne la Lombardia, che venne inglobata nel regno Lombardo-Veneto, e le truppe austro-russe del generale Suvorov vennero autorizzate a sottoporre gli abitanti a continue angherie e umiliazioni, già attuate ben prima dell'annessione all'Austria: il 28 ottobre 1799, ad esempio, giunsero a Cilavegna un caporale e due soldati del Corpo dei cacciatori; essi stavano cercando due carrettieri richiesti dal comando di Vigevano, ma, non trovandoli, colpirono con la sciabola la figlia di uno dei due e umiliarono alcuni dei consiglieri comunali, lasciandoli nel fango e arrestandone uno senza motivo.
|                   |                   |                 |                           |                           |                                      |                                      |                   |                   |                   |                 |                                                   |                                                        |                                                        |                  |                  |                                         |                                         |                  |                  |                    |                    |               |               |                 |                 |
|                   |                   |                 |                           |                           |                                      |                                      |                   |                   |                   |                 |                                                   | Cesare Taverna 1 sp. Barbara della Tela                |                                                        |                  |                  |                                         |                                         |                  |                  |                    |                    |               |               |                 |                 |
|                   |                   |                 |                           |                           |                                      |                                      |                   |                   |                   |                 |                                                   |                                                        |                                                        |                  |                  |                                         |                                         |                  |                  |                    |                    |               |               |                 |                 |
|                   |                   |                 |                           |                           |                                      |                                      |                   |                   |                   |                 |                                                   |                                                        |                                                        |                  |                  |                                         |                                         |                  |                  |                    |                    |               |               |                 |                 |
|                   |                   |                 |                           | Lodovico Taverna 2        | Lodovico Taverna 2                   | Matteo Taverna                       | Matteo Taverna    | Francesco Taverna | Francesco Taverna | Luigi Taverna   | Luigi Taverna                                     | Lorenzo Taverna4 sp. Claudia Taverna ⬤                 | Lorenzo Taverna4 sp. Claudia Taverna ⬤                 | Giovanni Taverna | Giovanni Taverna | Antonia Taverna                         | Antonia Taverna                         | Livia Taverna    | Livia Taverna    | Margherita Taverna | Margherita Taverna |               |               |                 |                 |
|                   |                   |                 |                           |                           |                                      |                                      |                   |                   |                   |                 |                                                   |                                                        |                                                        |                  |                  |                                         |                                         |                  |                  |                    |                    |               |               |                 |                 |
|                   |                   |                 |                           |                           |                                      |                                      |                   |                   |                   |                 |                                                   |                                                        |                                                        |                  |                  |                                         |                                         |                  |                  |                    |                    |               |               |                 |                 |
|                   |                   |                 | Cesare "Iuniore" Taverna3 | Cesare "Iuniore" Taverna3 | Claudia Taverna ⬤ m. Lorenzo Taverna | Claudia Taverna ⬤ m. Lorenzo Taverna |                   |                   | Cesare Taverna    | Cesare Taverna  | Costanzo Taverna5 sp. M.Teresa March. C. Visconti | Costanzo Taverna5 sp. M.Teresa March. C. Visconti      | Matteo Taverna                                         | Matteo Taverna   | Barbara Taverna  | Barbara Taverna                         |                                         |                  |                  |                    |                    |               |               |                 |                 |
|                   |                   |                 |                           |                           |                                      |                                      |                   |                   |                   |                 |                                                   |                                                        |                                                        |                  |                  |                                         |                                         |                  |                  |                    |                    |               |               |                 |                 |
|                   |                   |                 |                           |                           |                                      |                                      |                   |                   |                   |                 |                                                   |                                                        |                                                        |                  |                  |                                         |                                         |                  |                  |                    |                    |               |               |                 |                 |
|                   |                   |                 |                           | Cesare Taverna            | Cesare Taverna                       | Carlo Taverna                        | Carlo Taverna     | Barbara Taverna   | Barbara Taverna   | Camilla Taverna | Camilla Taverna                                   | Lorenzo Taverna6 sp. M.Anna. March. C. Lonati Visconti | Lorenzo Taverna6 sp. M.Anna. March. C. Lonati Visconti | Isabella Taverna | Isabella Taverna | Maria Taverna                           | Maria Taverna                           | Clara Taverna    | Clara Taverna    |                    |                    |               |               |                 |                 |
|                   |                   |                 |                           |                           |                                      |                                      |                   |                   |                   |                 |                                                   |                                                        |                                                        |                  |                  |                                         |                                         |                  |                  |                    |                    |               |               |                 |                 |
|                   |                   |                 |                           |                           |                                      |                                      |                   |                   |                   |                 |                                                   |                                                        |                                                        |                  |                  |                                         |                                         |                  |                  |                    |                    |               |               |                 |                 |
| Costanzo Taverna7 | Costanzo Taverna7 | Filippo Taverna | Filippo Taverna           | Cesare Taverna            | Cesare Taverna                       | Francesco Taverna                    | Francesco Taverna | Antonio Taverna   | Antonio Taverna   | Barbara Taverna | Barbara Taverna                                   | Giuseppe Taverna                                       | Giuseppe Taverna                                       | Teresa Taverna   | Teresa Taverna   | Giacomo Taverna8 sp. M.Anna Nob. Vitali | Giacomo Taverna8 sp. M.Anna Nob. Vitali | C. Maria Taverna | C. Maria Taverna | Ignazio Taverna    | Ignazio Taverna    | Stan. Taverna | Stan. Taverna | Camilla Taverna | Camilla Taverna |
|                   |                   |                 |                           |                           |                                      |                                      |                   |                   |                   |                 |                                                   |                                                        |                                                        |                  |                  |                                         |                                         |                  |                  |                    |                    |               |               |                 |                 |
|                   |                   |                 |                           |                           |                                      |                                      |                   |                   |                   |                 |                                                   |                                                        |                                                        |                  |                  |                                         |                                         |                  |                  |                    |                    |               |               |                 |                 |
|                   |                   |                 |                           |                           |                                      |                                      |                   |                   |                   |                 |                                                   |                                                        | Antonio Taverna⬤                                       | Antonio Taverna⬤ | Costanzo Taverna | Costanzo Taverna                        | Paola Taverna                           | Paola Taverna    | Carlo Taverna⬤   | Carlo Taverna⬤     |                    |               |               |                 |                 |

## Età contemporanea

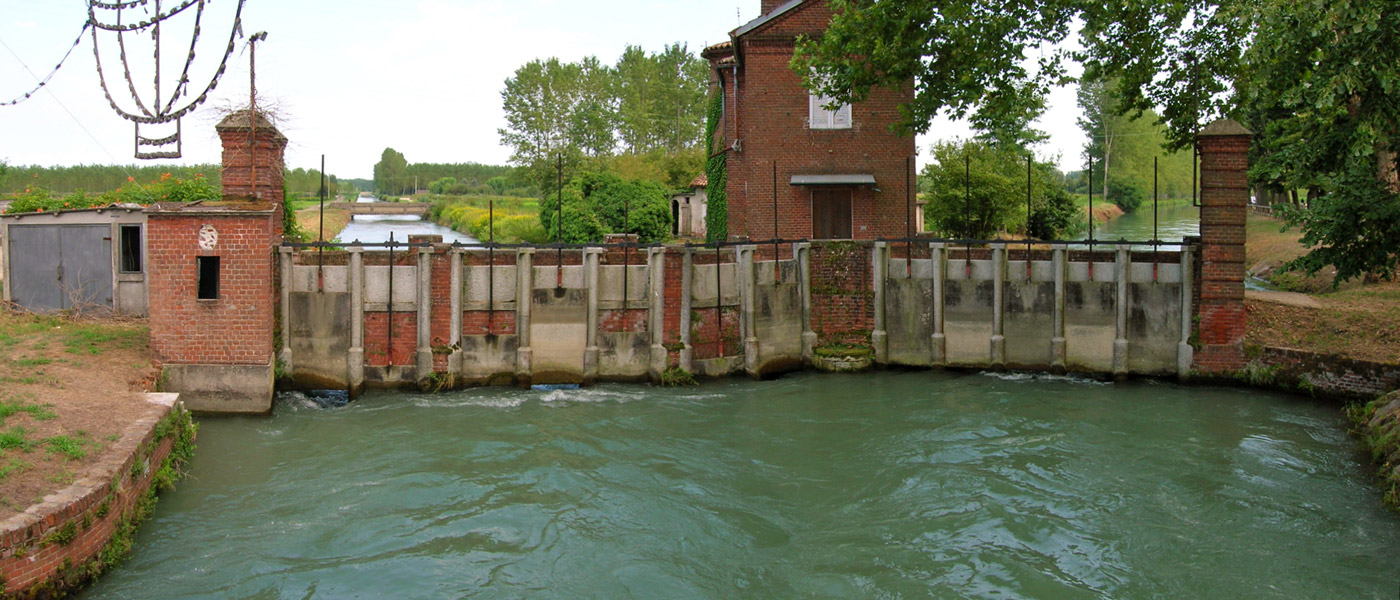
Canale Quintino Sella, ramo del canal Cavour, passante vicino al Santuario di Sant'Anna

### Le opere del primo Ottocento
Durante il nuovo dominio austriaco il comune di Cilavegna si attivò con diverse opere pubbliche: prima fra tutte fu l'appalto (1808) per la costruzione del cimitero vicino alla chiesa di San Martino; fino ad allora infatti il paese non disponeva di un vero e proprio luogo per le sepolture, ma presentava fosse comuni e un piccolo centro vicino alla chiesa parrocchiale. La nuova struttura fu pensata per accogliere molte salme e per questo venne realizzato in stile "monumentale"; negli anni successivi ci furono ulteriori lavori che aumentarono il numero di cappelle sepolcrali. Nel 1810, inoltre, il municipio venne spostato nella chiesa di San Rocco, allora in disuso, per poi essere collocato nelle antiche aree del castello (28 dicembre 1900), ceduto al comune per volere degli ultimi eredi dei Taverna.
Altri interventi riguardarono alcune ordinanze utili a impedire ostilità interne alla comunità; in particolare, nel 1812 venne sancito che nei giorni festivi gli ambulanti non potessero occupare gli spazi adibiti alla vendita dal primo tocco della campana fino al vespro, mentre gli osti dovevano far uscire i loro clienti durante questo intervallo.
Successivamente, nel 1815 venne avviata, per ordine di Sua Maestà, la costruzione di un carcere all'interno dell'edificio comunale, protetto a sua volta dalle armi consegnate al sindaco, alle forze dell'ordine, ai segretari e al prevosto. Nel 1816 si pensò all'innalzamento del campanile e alla rifondazione e aumento del peso della campane, mentre il 1817 si chiuse con la proibizione della "borsa nera", ovvero un decreto che sanciva il divieto di produrre pane di segale, di melissa e di mistura al fine di venderlo abusivamente. Nel 1818 la Lomellina, e con essa Cilavegna, fu riunita ai territori del Vigevanasco e nello stesso anno venne introdotto nel sistema educativo cittadino anche l'insegnamento del latino ad opera del parroco e del vice-parroco.

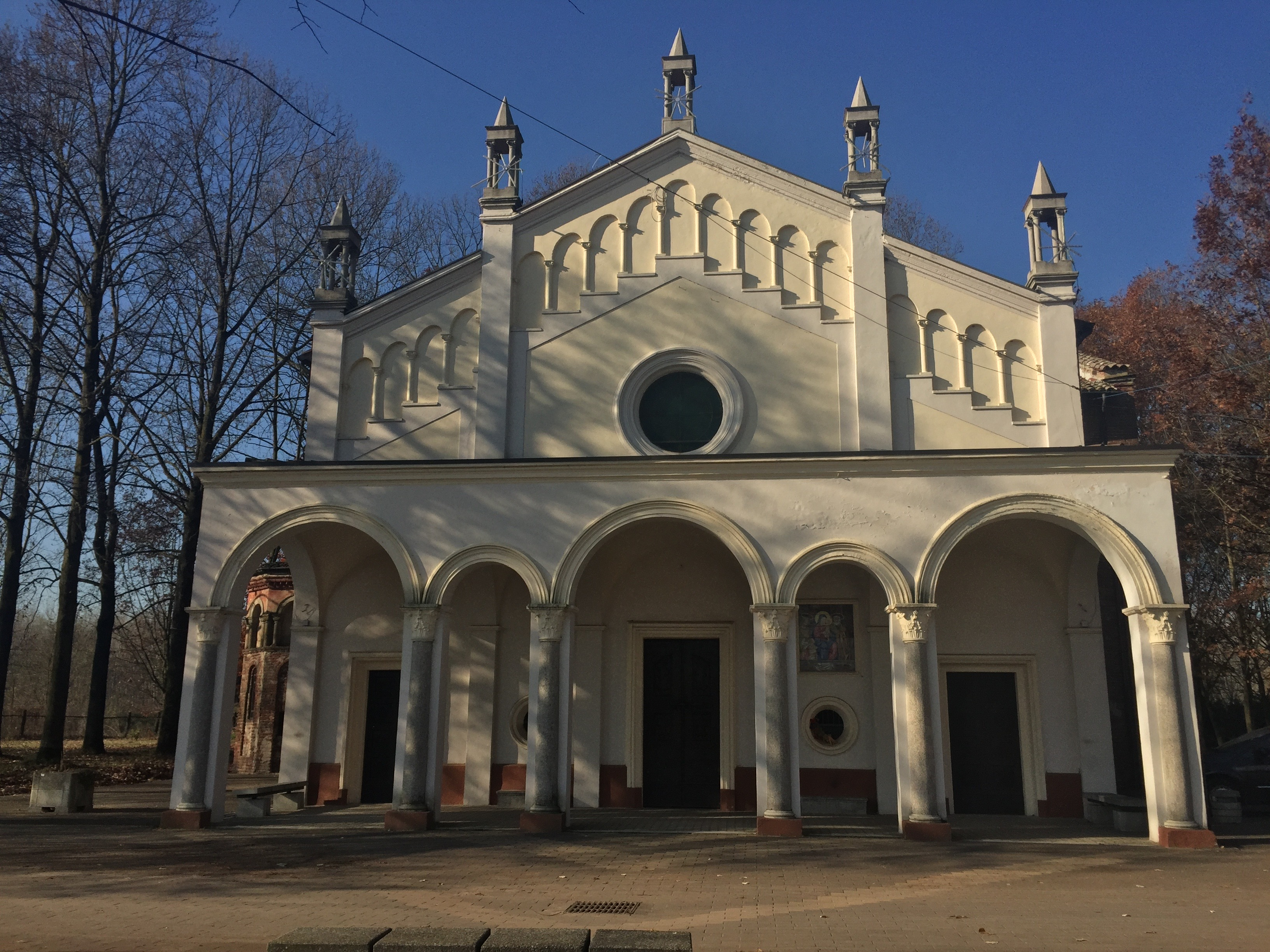
Santuario di Sant'Anna

### Lo sviluppo economico
Durante i primi dell'800 l'assetto economico del paese iniziò a mutare: furono fondate diverse aziende e parallelamente si registrò un aumento demografico, che si tradusse nella costruzione di nuove abitazioni; questo comportò la necessità di mappare dettagliatamente la rete stradale urbana (furono contate 7 strade comunali), con la conseguente pavimentazione della stessa; venne inoltre inserita la pesa pubblica in quella che ora è piazza Garibaldi, dove rimase fino al 1927, quando venne spostata davanti alla chiesa di Santa Maria.

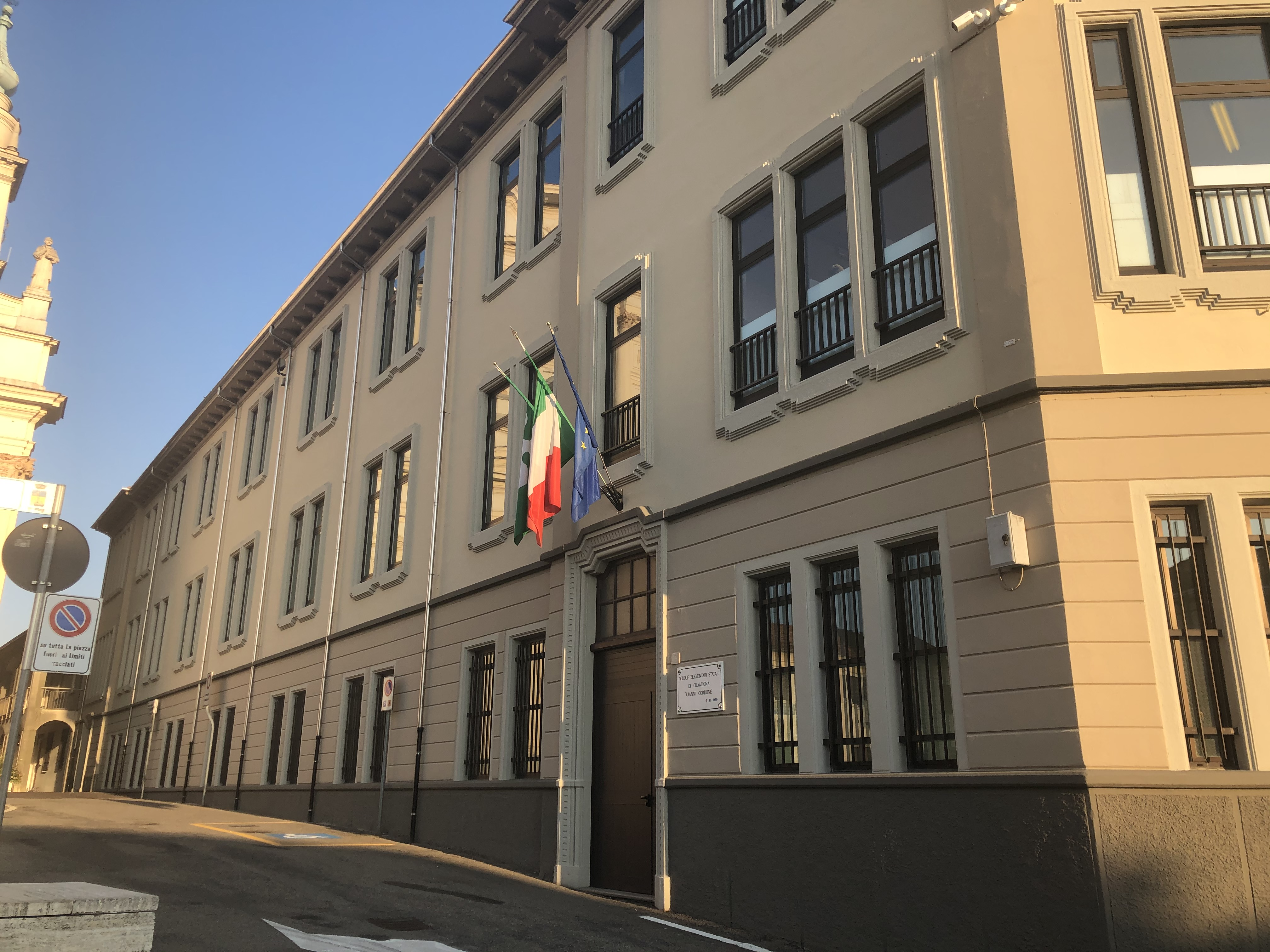
La scuola elementare di Cilavegna

Successivamente, nel 1844/45 fu richiesta la possibilità di aprire due mercati settimanali, uno ogni martedì per grano, riso e bestiame e uno annuale per i bozzoli di seta; la richiesta venne accettata a condizione che il giorno prestabilito fosse il giovedì, affinché il mercato non coincidesse con quello di Gravellona: il primo giorno di fiera fu il 16 aprile 1846.
Nel 1849 Cilavegna fu testimone degli episodi della battaglia di Novara, evento della prima guerra d'indipendenza italiana; dieci anni più tardi, con la seconda guerra d'indipendenza italiana, la Lombardia fu annessa Regno di Sardegna e la Lomellina entrò a far parte della provincia di Pavia (1859). Con la nascita del Regno d'Italia, a Cilavegna vennero avviati alcuni progetti urbanistici, come la costruzione del canal Cavour (1871) e l'installazione, alla fine del secolo, di 10 fanali a olio per l'illuminazione notturna. In questo periodo, inoltre, venne ristrutturata la facciata del santuario di Sant'Anna (1889), dopo che l'edificio aveva rischiato di essere abbattuto per gli scavi del canale Quintino Sella (ramo del canal Cavour).

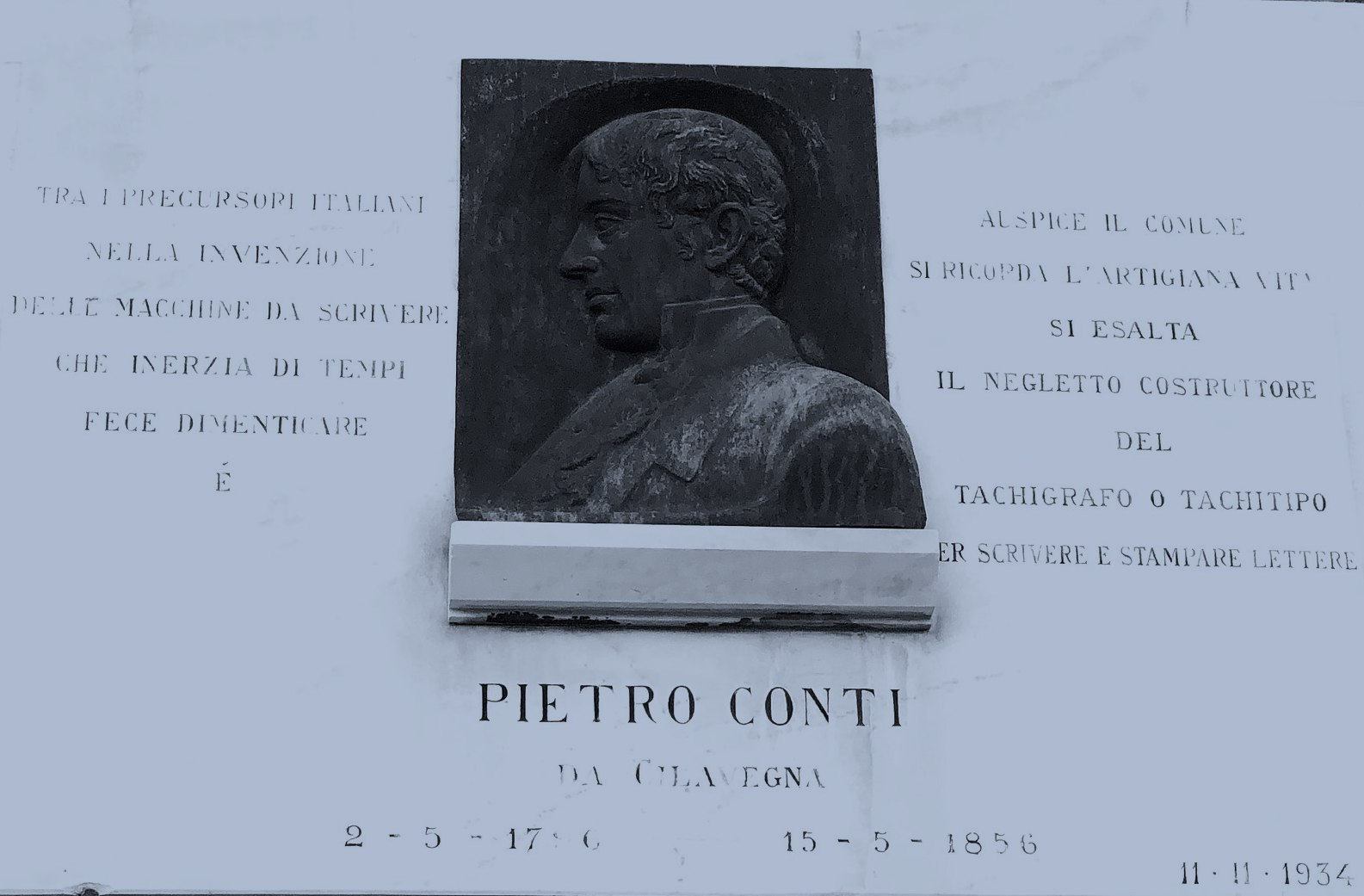
Lapide, fissata nel 1934 sul torione dell'antico castello, che celebra l'inventore Pietro Conti

Tra la fine del XIX secolo e gli inizi del XX si sviluppò il polo industriale della cittadina: la prima pietra fu quella dell'azienda fondata nel 1888 da Pietro Gallo; prima di diventare ufficialmente "Manifattura Gallo" (1907), l'azienda contava di pochi telai, i quali però erano azionati dalla sola forza generata dalle turbine idrauliche poste nel canale Quintino Sella; successivamente, prese il nome di "Manifattura Rondo S.p.A." (1943). Un'altra azienda fu la "distilleria Groppi", fondata nel 1876 da Pietro Groppi e Rosa Bertani e divenuta famosa in alcuni Paesi del mondo per la Groppi Soda. Più tardi (1929), venne fondato il calzificio Giudice (Ca.Gi.).
A causa del fiorire di nuove attività sia artigianali che industriali (circa 1600 unità lavorative), il comune dovette aprire nuove scuole per sopperire alla crescita demografica ed economica del paese: per prima ci fu la scuola annuale di avviamento agrario (1920), mentre nel 1929 si diede il via alla costruzione di una scuola elementare di 12 aule all'interno dell'ala nord-ovest dell'ex castello (inaugurata nell'ottobre del 1931 e premiata con medaglia d'oro il 17 maggio 1932); il primo edificio divenne poi un corso di avviamento professionale agrario nel 1929 ed infine scuola media nel 1963. Per quanto riguarda i servizi offerti dal comune, nel 1912 fu concessa l'autorizzazione alla linea tranviaria Mortara-Cassolo, mai realizzata a causa delle strade non adatte, e il 21 maggio 1919 fu realizzato il servizio automobilistico Mortara-Vigevano, in sostituzione della diligenza a cavalli; inoltre, nel 1927 venne installato l'impianto telefonico e aperto il nuovo campo sportivo comunale. Poco tempo prima venne inaugurato anche il primo oratorio a Cilavegna (1922), sostituito in seguito dalla scuola materna "Celestina Falzoni": esso era gestito da un gruppo di suore missionarie dell'Immacolata Regina Pacis, inviate da padre Pianzola per dedicarsi alla formazione di giovani ragazze (per questo l'oratorio era solo femminile); nel 1939 seguirà l'apertura dell'oratorio maschile (all'epoca "oratorio S. Luigi", poi "Carlo Felice Tappa"), il quale occupò il cortile di fianco alla chiesa parrocchiale (ex chiesa di San Rocco).

### Le due guerre mondiali

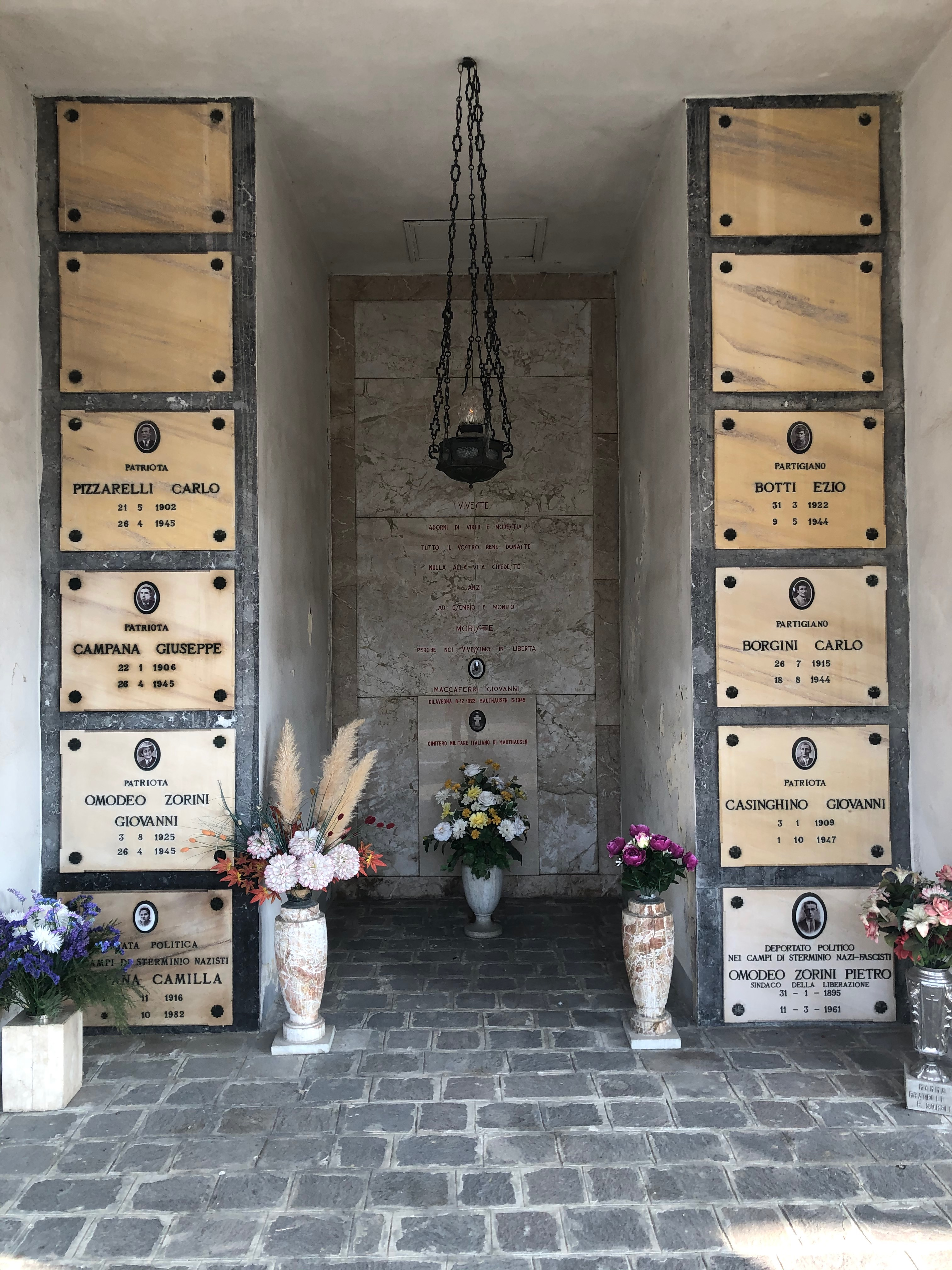
Tomba in onore dei patrioti della seconda guerra mondiale

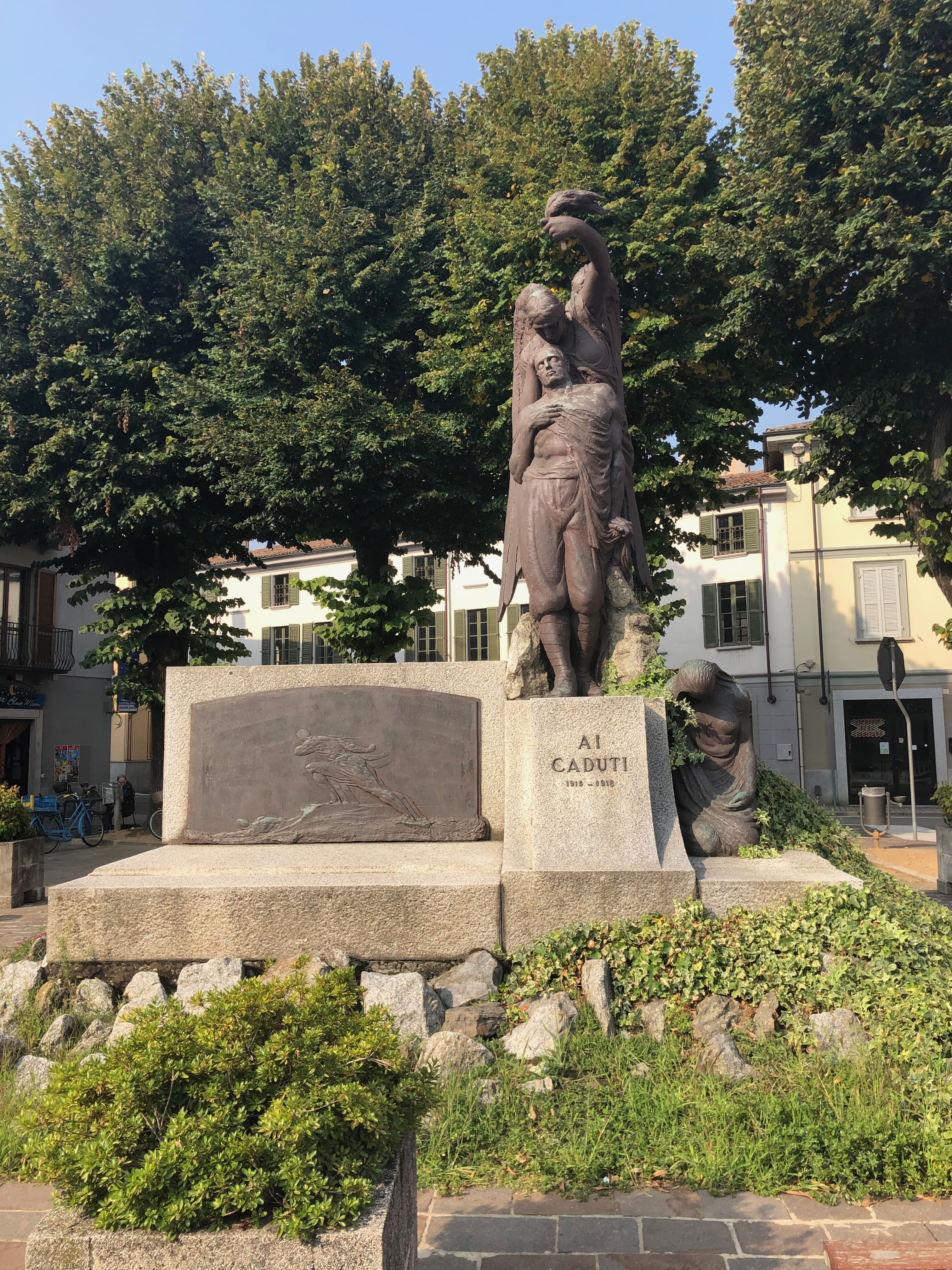
Monumento ai caduti nella prima guerra mondiale

L'esperienza della prima guerra mondiale ha lasciato dei ricordi attraverso i monumenti dedicati ai caduti; questi infatti vennero onorati con un altare, sul quale sono presenti i nomi di tutti i cilavegnesi che diedero la vita in combattimento. Insieme alle lapidi dei patrioti della seconda guerra mondiale, quello in onore delle vittime della prima guerra mondiale rappresenta un importante luogo di commemorazione del periodo bellico novecentesco. Con l'avvento del ventennio fascista, il paese subì alcuni cambiamenti riguardo l'amministrazione pubblica e privata: nel 1923, infatti, in virtù delle leggi fasciste, venne nominato sindaco il dottore Giudice Romualdo e fu chiuso il "Club Concordia", un'associazione apolitico-ricreativa, nata nel 1910, che fu in contrasto con la direttiva mussoliniana proprio per la sua naturale estraneità dalla politica. Di questo periodo, però, si ricorda il nuovo assetto urbanistico assunto dalla città, poiché essa fu adibita a presidio tedesco, il quale aveva un magazzino di vettovaglie nelle scuole elementari e un campo di prigionia presso un fabbricato della manifattura "Rondo", costretta alla pratica della borsa nera per poter sopperire alla riduzione degli spazi lavorativi; l'ex chiesa di San Rocco, inoltre, divenne la "Casa del Fascio". Nello stesso periodo, però, si formò un comitato di liberazione cilavegnese, che segretamente cercava di combattere il regime fascista; gli episodi più esemplari di quel gruppo furono lo sciopero del 2 marzo 1944 e gli scontri del 25 aprile 1945: il primo fu indetto dal Comitato di Liberazione dell'Alta Italia e vide diversi lavoratori della Ca.Gi. protestare davanti agli stabilimenti (per questo alcuni vennero deportati verso i campi di concentramento di Mauthausen e Auschwitz); il secondo, invece, fu l'ultimo gesto da parte di alcuni patrioti, di nome Giuseppe Campana, Giovanni Omodeo Zorini e Carlo Pizzarelli, che nel giorno della liberazione decisero di affrontare i soldati tedeschi rimasti, morendo a causa della risposta armata dei nemici.

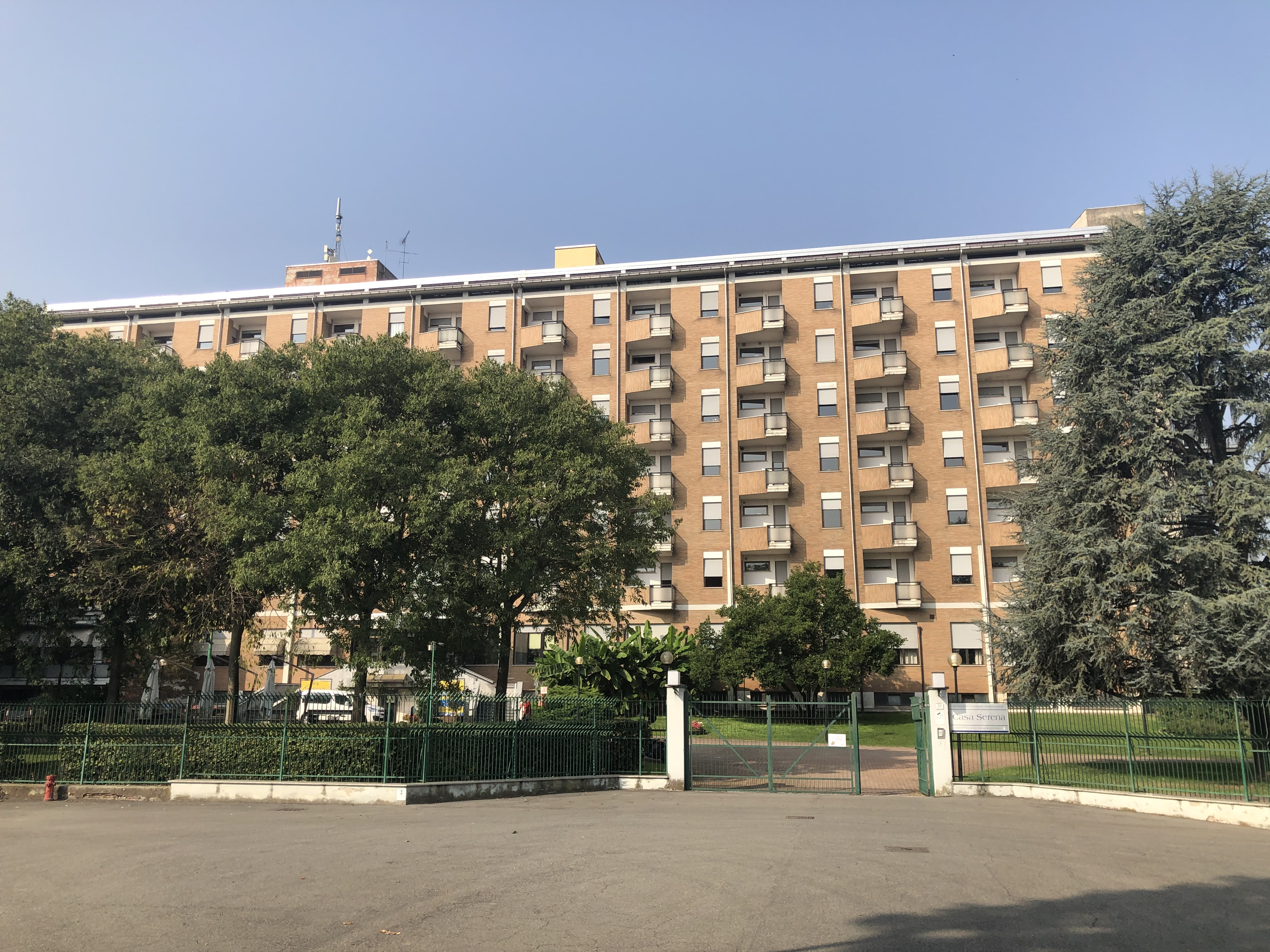
Casa "Serena"

### Dal periodo post-bellico a oggi
Dopo la fine della seconda guerra mondiale ci furono diversi lavori pubblici, a partire dalla costruzione di un sistema di fognature moderno, per proseguire con la modernizzazione degli uffici della banca (venne occupato il vecchio teatro, a sua volta un sostituto dell'ex chiesa di San Cristoforo); nel 1962, inoltre, venne costruito l'asilo "Celestina Falzoni". Nello stesso periodo fu migliorato l'edificio che ospitava la scuola media "Pietro Conti" e dal 1965 furono potenziati i lavori nel villaggio "Sereno": fu aperta la strada che collegava il centro con il Villaggio Sociale e, grazie all'aiuto finanziario di Mario Pavesi, venne ultimata nel 1967 "Casa Serena"; essa consiste in una casa di riposo gestita dall'Opera Nazionale Pensionati d'Italia, voluta dal fondatore della Pavesi per agevolare i suoi operai. Successivamente, nel 1977 nacque il primo gruppo scout a Cilavegna e questo richiese la costruzione di un nuovo oratorio che potesse accogliere più persone (inizialmente 90 tra ragazzi e ragazze): nel 1981, quindi, venne ufficialmente aperto l'oratorio "Divina Provvidenza", dapprima composto dal solo convento dei frati domenicani e dalla chiesa di Santa Maria e successivamente ammodernato con nuove aule e campi da gioco (2 campi da calcio e un parco giochi); la vecchia sede dell'oratorio divenne poi la "Casa del Popolo", un centro polivalente a uso ricreativo e dal 1988 sede del "gruppo scout Cilavegna 1". Una nota interessante riguarda la festa dell'asparago, che dal 1964 si tiene tutti gli anni nella seconda domenica di maggio, a celebrazione di una coltura risalente al XVI secolo d.C.: oltre che per la presenza di bancarelle, essa si caratterizza per la tradizionale sfilata in abiti settecenteschi (a ricordo della famiglia Taverna) e si conclude con la "corsa dei maiali", che vede sfidarsi 4 fantini e i relativi compagni animali affinché si decreti il rione storico vincitore (Dosso, Oropa, Castello o Sant'Antonio).

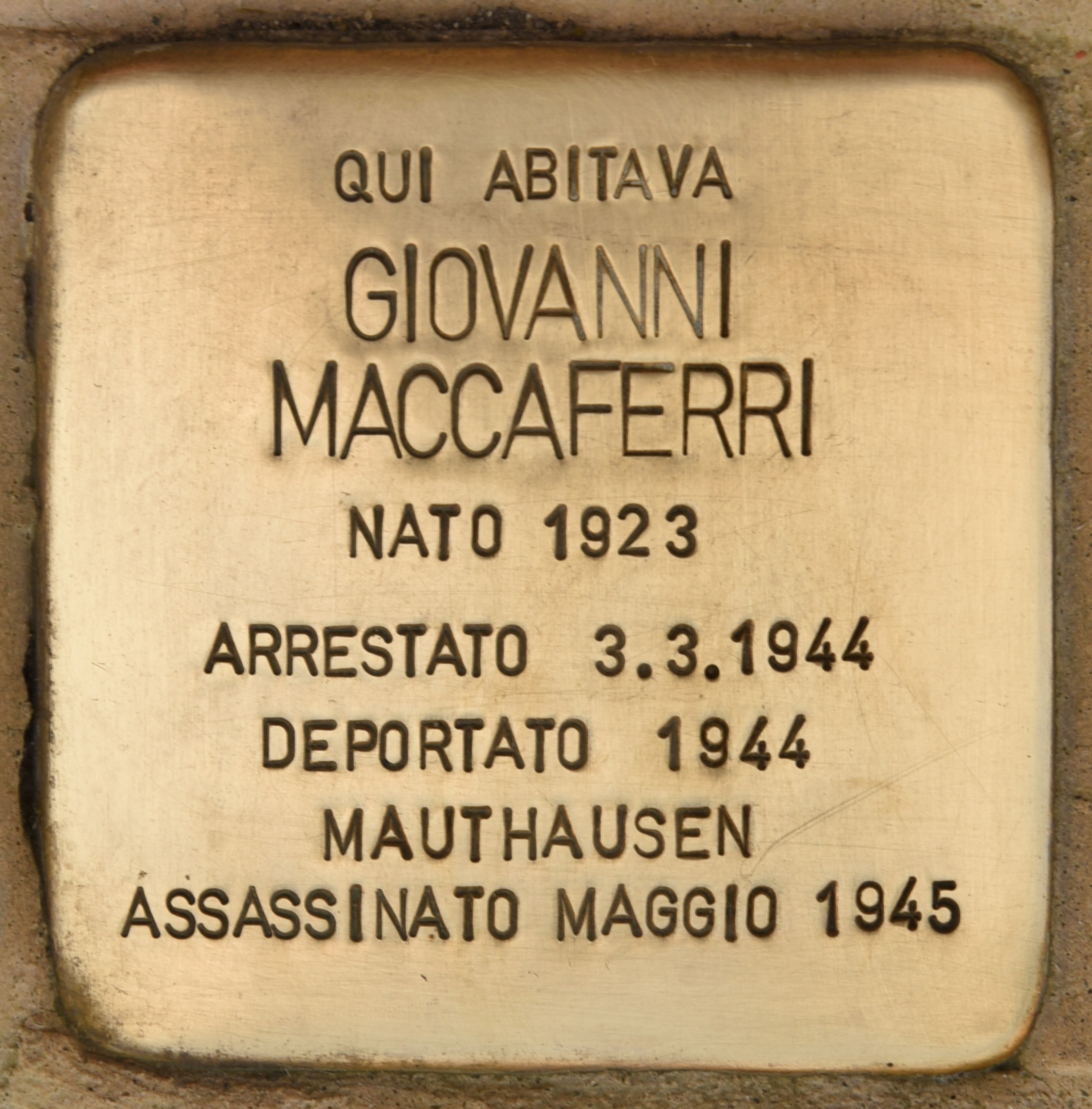
Pietra d'inciampo in onore di Giovanni Maccaferri, deportato e assassinato a Mauthausen

Dal 2006 Cilavegna è gemellata con Condat-sur-Vienne, con la quale sono stati consolidati diversi scambi culturali, e dal 2008 il palazzo polifunzionale (costituito da bocciodromo e teatro comunale) venne dedicato alla città francese.
(Dichiarazione comunale del 2008)
Nel 2018 un Piano di Governo Territoriale venne approvato e revisionato per porre sotto controllo lo sviluppo urbanistico del paese, soprattutto in risposta all'esigenza di ristabilire la massima connessione ecologica possibile: la protezione delle aree di rilievo naturalistico e storico si tradusse in diverse limitazioni nel settore edile, mentre nel campo dei servizi il comune avviò diversi progetti a miglioramento della viabilità e delle strutture sportive. Oltre a questo venne ribadita la necessità di popolare con vegetazione autoctona il territorio agricolo con lo scopo di ricostituire ampie zone boschive, tra le quali "il bosco Oliva", già affidato dall'amministrazione comunale a un'associazione specializzata. Il 19 gennaio 2019 venne posata la prima pietra d'inciampo a Cilavegna; essa è in onore di Giovanni Maccaferri, uno degli scioperanti del 2 marzo 1944 che fu deportato e assassinato a Mauthausen.

## Storia dello stemma
(Stemma concesso con D.P.R. del 26 settembre 1954)

Stemma del comune di Cilavegna

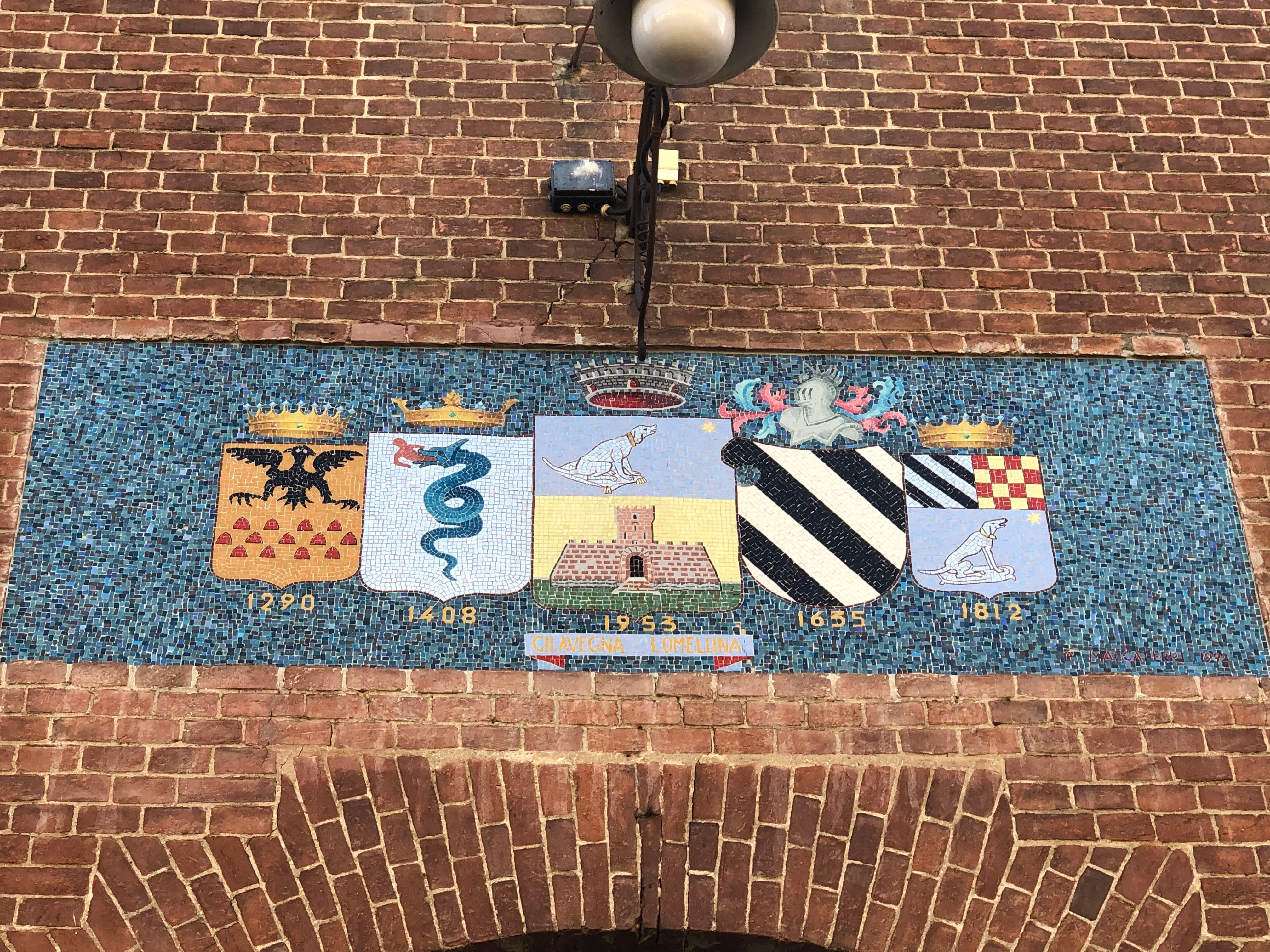
Evoluzione degli stemmi di Cilavegna

Storicamente Cilavegna non ha mai avuto uno stemma araldico e per questo nel 1954 fu necessario realizzarne uno: esso avrebbe dovuto essere troncato, in modo che all'antico stemma dei Taverna si affiancasse la figura del castello. Concesso quindi dall'ufficio araldico, il progetto venne affidato a Piero Maccaferri.
Da allora, lo stemma fu sempre quello, ma venne spesso criticato perché non fedele ai fatti della storia cittadina: il campo dedicato alla signoria dei Taverna, infatti, risulterebbe estraneo al ramo di Cilavegna, poiché il suddetto stemma si riferisce ai signori di Landriano. L'antico emblema dei Taverna prevedeva un unico campo bianco con tre volumi trasversali neri, mentre la presenza del "cane" era tipico dei conti di Landriano; tale figura, però, venne introdotta anche a Cilavegna solo in occasione dell'unione del feudo a quello "maggiore" e fu questo, probabilmente, il motivo per cui spesso i due rami sono stati confusi tra loro. In conclusione, si può ritenere che lo stemma nella configurazione attuale, nell'intenzione di porre nel primo campo un riferimento ai Taverna, avrebbe dovuto presentare in alto tre grossi volumi neri.
Un'ulteriore versione è rappresentata dal simbolo adottato nel 1458, "due chiavi in croce traversa col manico trifogliato", presumibilmente in riferimento all'emblema di San Pietro, patrono del paese. Questa alternativa però non consiste in uno stemma del passato poiché in quel periodo il borgo si identificava con gli emblemi degli Sforza. Proprio a quest'ultimi potrebbe essere legato l'utilizzo delle chiavi, che andrebbero a rappresentare la sottomissione di Cilavegna ai signori di Milano.

### Esplicative
1. ↑  Ulteriori ritrovamenti però farebbero pensare ad un'occupazione precedente a questo periodo, ponendo la comparsa dei primi insediamenti già intorno al 5000 a.C.
2. ↑  A testimonianza della presenza celtica in Lomellina vi è l'ancora esistente via Galliana.
3. ↑  Estratto dei registri del Direttorio esecutivo, seduta del 9 termidoro V.
4. ↑  Antonio e Carlo Taverna cercarono di gestire il feudo, ma non essendo più alla guida de facto la loro autorità non venne riconosciuta dalla popolazione.

### Bibliografiche e sitografiche
1. 1 2  Barni, 1922, p. 8.
2. 1 2 3  Colombo, 1933, p. 165.
3. 1 2 3 4 5  Rampi, 1965, p. 44.
4. 1 2 3 4  Rampi, 1965, p. 48.
5. 1 2 3 4  Bergamo, 1995, p. 267.
6. ↑  Rampi, 1965, p. 14.
7. 1 2 3   Informazioni del museo di Gambolo, su infolomellina.net, 11 agosto 2004. URL consultato il 19 novembre 2019 (archiviato il 25 dicembre 2019).
8. ↑  Pollini, 1871, sezione sulla storia antica della Lomellina.
9. 1 2 3 4   Sezione preistoria, su Sito del Museo Archeologico Nazionale della Lomellina, 4 aprile 2019. URL consultato il 19 novembre 2019 (archiviato il 25 dicembre 2019).
10. ↑  Bergamo, 1995, p. 268.
11. ↑  Nicolucci, 1864, p. 10.
12. ↑   L'Età del Ferro e il periodo Celtico (900 a.C. - 100 a.C.), su infolomellina.net, 11 agosto 2004. URL consultato il 19 novembre 2019 (archiviato dall'url originale il 16 maggio 2021).
13. ↑  Tomiato, 2010, p. 7.
14. ↑   Sito web del Museo archeologico nazionale della Lomellina, su Museo Archeologico Nazionale della Lomellina, 2016. URL consultato il 19 novembre 2019.
15. ↑  Bergamo, 1995, p. 15.
16. 1 2  Bergamo, 1995, p. 16.
17. 1 2 3  Rampi, 1965, pp. 132-139.
18. 1 2  Rampi, 1965, p. 47.
19. 1 2  Rampi, 1965, pp. 36-38.
20. ↑  Olivieri, 1931, p. 497.
21. ↑  Olivieri, 1931, pp. 123,124,126.
22. ↑   Carlo Carletti, Vicenda di Amico e Amelio, su Santi e Beati, 26 settembre 2002. URL consultato il 19 novembre 2019.
23. ↑  Rampi, 1965, p. 61.
24. 1 2 3  Rampi, 1965, pp. 62-63.
25. 1 2 3 4  Rampi, 1965, p. 169.
26. ↑  Soriga, 1913, p. 321, vol. 13.
27. 1 2   Alessandro Lodigiani, La storia di don Bosco (PDF), in Aurora, marzo 2015,  p. 6.
28. 1 2   Luoghi d'arte in Cilavegna, su Ansa.it. URL consultato il 27 gennaio 2020.
29. 1 2 3  Rampi, 1965, p. 49.
30. 1 2 3 4   Sezione riguardante la Chiesa di Santa Maria, su Sito della parrocchia di Cilavegna. URL consultato il 19 novembre 2019.
31. 1 2   Sezione riguardante la Chiesa di San Martino, su Sito della parrocchia di Cilavegna. URL consultato il 19 novembre 2019.
32. ↑  Bergamo, 1995, p. 271.
33. 1 2 3 4 5  Rampi, 1965, p. 50.
34. 1 2 3 4 5 6  Bergamo, 1995, p. 270.
35. 1 2 3  Bergamo, 1995, pp. 24-25.
36. 1 2 3 4  Rampi, 1965, p. 51.
37. ↑   Storia delle dominazioni straniere della Lomellina, su infolomellina.net, 11 agosto 2004. URL consultato il 19 novembre 2019 (archiviato dall'url originale il 18 settembre 2016).
38. ↑  Rampi, 1965, p. 67.
39. 1 2 3 4 5 6  Rampi, 1965, p. 52.
40. 1 2 3 4  Rampi, 1965, p. 176.
41. ↑  Rampi, 1965, p. 177.
42. ↑  Bergamo, 1995, p. 26.
43. 1 2 3 4  Rampi, 1965, p. 54.
44. 1 2 3 4 5  Rampi, 1965, p. 81.
45. 1 2 3 4 5  Rampi, 1965, p. 178.
46. 1 2 3  Rampi, 1965, p. 82.
47. 1 2  Rampi, 1965, pp. 175-176.
48. 1 2 3 4 5 6 7  Rampi, 1965, pp. 82-83.
49. 1 2 3 4 5  Grassi, 1950.
50. 1 2 3  Rampi, 1965, p. 83.
51. ↑  Corsico, Di Bari, 1988, p. 54.
52. ↑  Rampi, 1965, pp. 157-160.
53. 1 2 3  Rampi, 1965, p. 88.
54. 1 2 3  Rampi, 1965, p. 93.
55. 1 2  Rampi, 1965, p. 94.
56. ↑  Rampi, 1965, p. 87.
57. 1 2  Rampi, 1965, p. 99.
58. 1 2 3  Rampi, 1965, p. 103.
59. ↑  Bergamo, 1995, p. 272.
60. 1 2 3 4  Rampi, 1965, p. 105.
61. ↑  Rampi, 1965, p. 104.
62. 1 2 3  Rampi, 1965, p. 106.
63. 1 2 3 4 5  Bergamo, 1995, pp. 199-206.
64. ↑  Rampi, 1965, p. 113.
65. 1 2  Rampi, 1965, p. 114.
66. 1 2 3 4 5   Pierangela Salsa, Articolo sugli oratori di Cilavegna (PDF), su Sito della parrocchia di Cilavegna, Edizioni Tipografia Commerciale - Cilavegna, 2011. URL consultato il 19 novembre 2019.
67. 1 2 3 4  Rampi, 1965, p. 115.
68. 1 2   Raccolta di documenti sui deportati e sullo sciopero, su Anni Vigevano. URL consultato il 19 novembre 2019.
69. 1 2 3 4 5  Bergamo, 1995, p. 274.
70. ↑  Rampi, 1965, p. 118.
71. ↑   Informazioni Asparago Rosa di Cilavegna, su Sito del comune di Cilavegna. URL consultato il 19 novembre 2019.
72. 1 2   Gemellaggio sul sito comunale, su Sito del comune di Cilavegna. URL consultato il 19 novembre 2019.
73. 1 2   Piano di Governo Territoriale (PGT) sul sito del comune, su Sito del comune di Cilavegna. URL consultato il 19 novembre 2019.
74. ↑   Informazioni sul territorio di Cilavegna, su infolomellina.net. URL consultato il 21 gennaio 2020 (archiviato dall'url originale il 29 novembre 2017).
75. ↑   Storia di Giovanni Maccaferri, su I luoghi del ricordo della Provincia Pavese. URL consultato il 19 novembre 2019.
76. 1 2 3 4 5 6 7 8  Rampi, 1965, pp. 84-87.